# Match Isner - Mahut lors du tournoi de Wimbledon 2010
Vous lisez un « article de qualité » labellisé en 2010.
Le match de tennis Isner – Mahut, qui s'est joué dans le cadre du premier tour du simple messieurs du tournoi de Wimbledon 2010, est devenu le plus long match de tennis professionnel, que ce soit en durée de jeu, en nombre de jeux (183) ou en nombre de points (980). Cette rencontre a battu de nombreux autres records, dont le plus grand nombre d'aces réalisés dans une partie (216).
Opposant le Français Nicolas Mahut à l'Américain John Isner sur le court no 18 du All-England Club, ce match a vu ce dernier s'imposer 6-4, 3-6, 67-7, 7-63, 70-68, au terme d'une rencontre qui s'est déroulée sur trois jours, entre le 22 et le 24 juin, et qui a duré 11 h 5 min, dont 8 h 11 min en deux jours pour le seul cinquième et ultime set.
Le Livre Guinness des records a homologué douze records pour ce match, au cours duquel seulement trois balles de break ont été converties malgré sa durée. La rencontre a suscité de nombreuses réactions et divers hommages à travers le monde ainsi qu'une médiatisation inhabituelle pour un match de premier tour. Les joueurs, mais aussi l'arbitre de chaise, Mohamed Lahyani, ont notamment reçu des récompenses exceptionnelles de la part des organisateurs du tournoi, afin de marquer l'événement.

## Situation avant le match

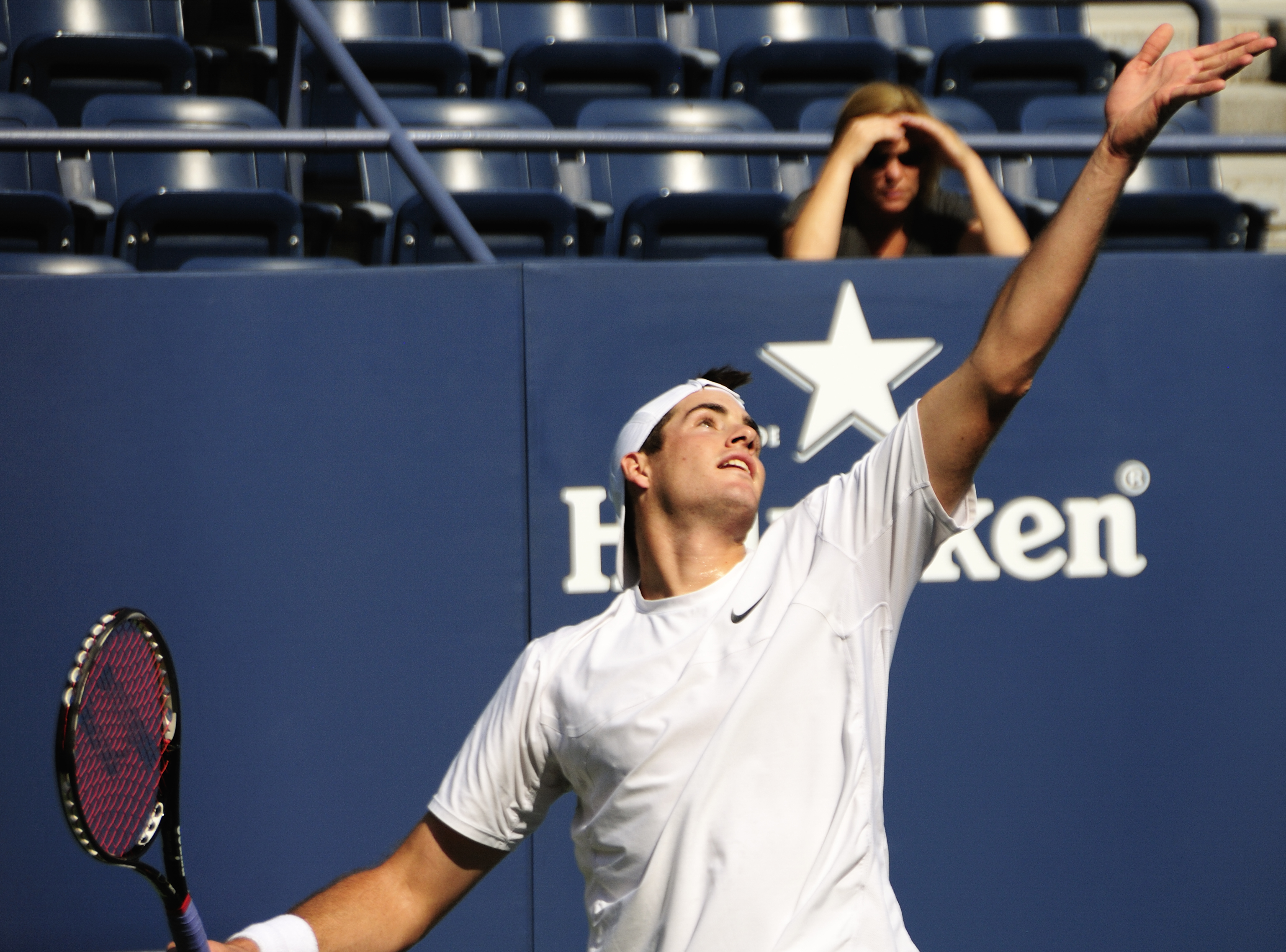
John Isner en 2009.

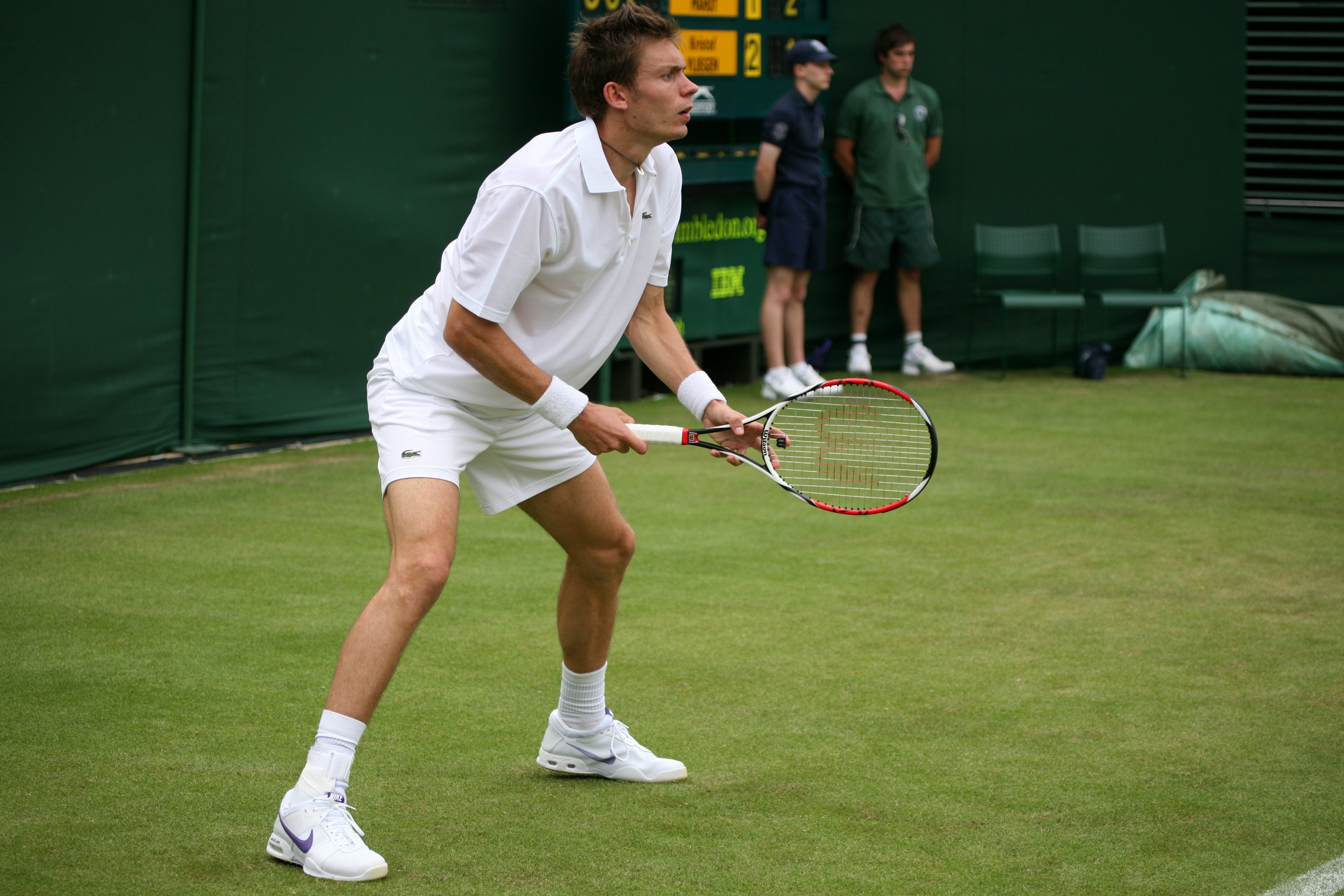
Nicolas Mahut en 2009.

Le match entre l'Américain John Isner et le Français Nicolas Mahut se tient dans le cadre du premier tour du tableau principal de l'édition 2010 du tournoi de Wimbledon. Sur le papier, il peut alors apparaître comme un match déséquilibré entre Isner, 19e joueur mondial et tête de série no 23 du tournoi, et Mahut, 148e joueur mondial et issu des qualifications. Un seul match sert de référence puisque les deux joueurs ne se sont alors affrontés qu'une seule fois sur le circuit, lors du deuxième tour du tournoi sur herbe du Queen's en 2008 : Mahut, alors 46e mondial, avait battu Isner, 84e, en deux manches (7-5, 6-4),.
Lors des trois tours de qualifications de Wimbledon, Mahut joue déjà de longs matchs : après s'être d'abord imposé facilement face au Canadien Frank Dancevic (6-3, 6-0), il enchaîne deux matchs très serrés. Il l'emporte contre le Britannique Alex Bogdanovic en trois sets, dont 46 jeux pour le seul troisième set qui dure 2 h 51 : 3-6, 6-3, 24-22. Ce match de 4h fait même la une du journal L'Équipe, qui titre « 24-22, c'est du tennis ! », tout en soulignant qu'il ne s'agit pas d'un record. Ensuite, lors du tour qualificatif (qui se joue en trois sets gagnants contrairement aux deux premiers), il bat l'Autrichien Stefan Koubek en cinq sets et 3 h 58 après avoir été mené deux sets à rien : 6-78, 3-6, 6-3, 6-4, 6-4. Au moment d'affronter Isner, Mahut avait donc déjà joué un total de 115 jeux lors des deux matchs précédents. Plus tard, Mahut analysait ce parcours comme un élément favorable ayant pu rendre possible son match contre Isner : « Ça m'a aidé. [Cela] m'avait donné la preuve que j'étais prêt à emmener mon adversaire dans un endroit où il n'est jamais allé ». Il soulignait aussi qu'il avait joué son match contre Isner dans la lignée d'un processus de reconstruction : « Ce match n'est pas arrivé par hasard. Ça fait huit mois que je suis en reconstruction. L'an dernier, j'étais proche d'arrêter »,.
Contrairement à Mahut, les indicateurs d'Isner sur surface rapide lui sont favorables : il n'a jamais perdu au premier tour durant les cinq tournois auxquels il a participé dans la saison et ne s'est incliné que face à des joueurs classés dans le top 30. Il a en outre participé à trois finales dans l'année dont l'une gagnée à l'Open d'Auckland (le premier titre ATP de sa carrière) et il a atteint son meilleur classement. D'autre part, Isner a préféré faire l'impasse sur certains tournois qui précèdent Wimbledon afin de s'entraîner en Floride ; son entraîneur soulignait alors la forme de son joueur sur le ton de la plaisanterie en affirmant qu'il était capable de jouer pendant dix heures.
Néanmoins, Mahut, adepte du service-volée, est très à l'aise sur gazon, où il a remporté leur premier affrontement en 2008 et où il a réalisé les meilleures performances de sa carrière : il a été à un point du titre lors du tournoi du Queen's en 2007 contre Andy Roddick puis, un mois plus tard, il a échoué une nouvelle fois en finale sur gazon au tournoi de Newport face à Fabrice Santoro. Au moment de jouer contre Isner, ce sont ses deux seules finales ATP. D'autre part, Mahut a remporté le tournoi de Wimbledon 2000 dans la catégorie junior. Craig Boynton, l'entraîneur de John Isner, a d'ailleurs déclaré, lors du deuxième jour du match entre les deux joueurs, que Mahut était « un des vingt meilleurs joueurs du monde sur gazon ».
Ainsi, les sites de pronostics et paris sportifs donnaient Isner vainqueur : Sportytrader.com attribuait à l'Américain une cote de 1,55/1 ; pour le site Stats-tennis.com, Isner possédait une cote de 1,54/1 et Mahut de 2,05/1, les sites Bwin.fr et Sajoo.fr donnaient 1,55/1 pour Isner et 2,1/1 pour Mahut ; Eurosport.fr pronostiquait Isner gagnant à 1,6/1 contre 2/1 ; BetClic.fr proposait des cotes plus serrées avec 1,9/1 pour Mahut contre 1,52/1 pour Isner.

## Déroulement du match

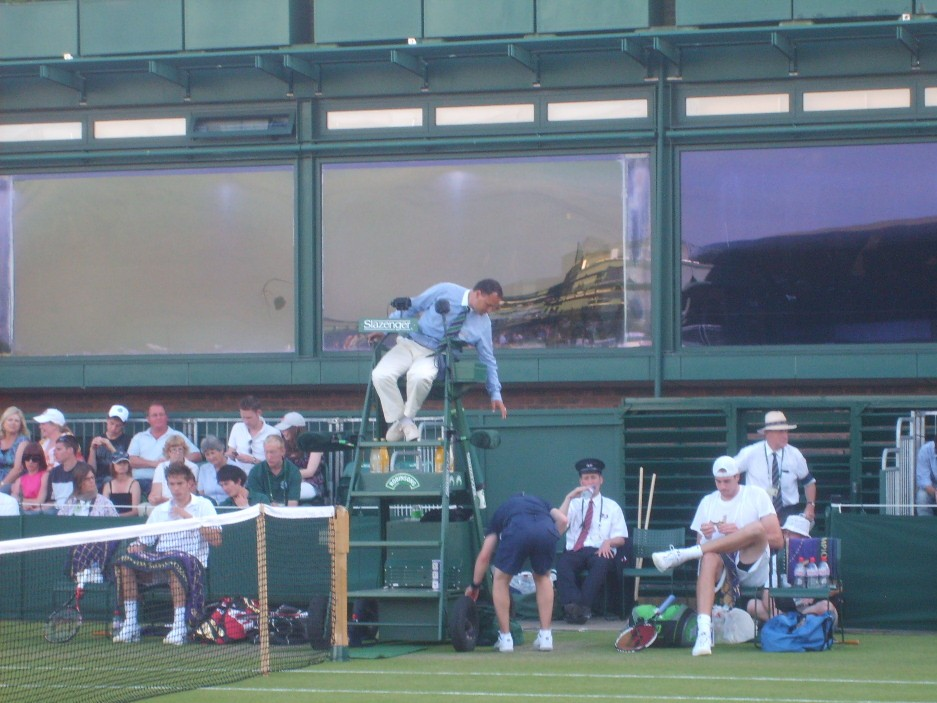
Changement de côté lors du premier jour.

Le match commence le 22 juin 2010, journée durant laquelle sont joués les quatre premiers sets. Isner remporte le premier set grâce à un break puis Mahut égalise à un set partout en réalisant un break blanc, son seul break du match. Dans le troisième set, aucun break n'est réalisé et les deux joueurs s'engagent dans un tie-break. Isner obtient une balle de set à 7-6 mais Mahut la sauve et remporte le set, 9 points à 7 dans le jeu décisif. Lors du quatrième set, Mahut sauve huit balles de break puis passe à 2 points du match à 5-4 et 30 partout sur le service d'Isner mais c'est à nouveau au jeu décisif que les deux joueurs se retrouvent. Mahut commence alors par mener 3 points à 1 mais il perd finalement les six points suivants pour s'incliner 7-3. Le match est alors interrompu par la nuit alors que les deux joueurs sont à égalité, deux sets partout, un break et un tie break remporté chacun. Les quatre sets disputés ont déjà duré 2 heures et 54 minutes.
Le match se prolonge ainsi le lendemain. Le cinquième set commence donc le 23 juin 2010, avec Isner servant en premier, ce qui oblige Mahut à revenir au score à chaque fois. Aucun joueur ne cède son service et il faut attendre 10-9 pour qu'Isner obtienne sa première balle de match à la suite de deux doubles fautes successives de Mahut, mais ce dernier la sauve avec son 38e ace du match. Entre 25-24 et 32-32, Mahut aligne huit jeux blancs sur son service alors qu'Isner ne perd que quatre points sur le sien. À 32-32, la rencontre atteint les 6 h 34 et devient dès lors le match le plus long de l'histoire. Isner bénéficie de deux nouvelles balles de match à 33-32, que le Français sauve d'abord en montant au filet puis avec un service gagnant. Alors que les échanges sont généralement très courts, l'un d'entre eux compte 17 coups lors du 70e jeu. Cinq jeux plus tard, Isner réalise son 79e ace, dépassant alors le record d'aces réalisés en un match.

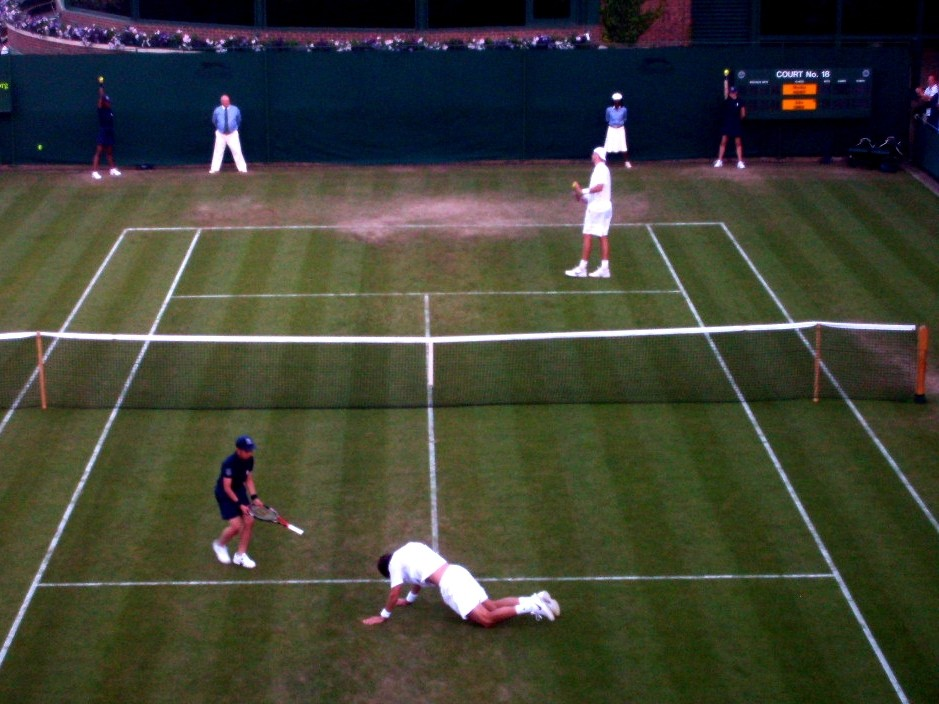
Nicolas Mahut à terre après son plongeon impossible à 58-58.

Lorsque les deux hommes atteignent le score de 40 jeux partout, l'affichage 40-40 provoque des rires dans le public à cause de la ressemblance avec un score de points au sein d'un jeu. À 47-47, le tableau d'affichage se bloque et finit même par s'éteindre trois jeux plus tard. À 50-50, Mahut obtient deux balles de break, pour la première fois depuis le début du deuxième set, mais l'Américain enchaîne un service gagnant et un smash. À 58-58, les joueurs s'accordent une pause toilettes de trois minutes, alors qu'ils ont joué durant 6 h 48 sans s'arrêter. De retour sur le court, Mahut reste au sol quelques instants après avoir tenté un plongeon sur une balle impossible, ce qui lui vaut les applaudissements du public et d'Isner. Alors que les deux hommes ont atteint le score de 59-58, Mahut offre une nouvelle balle de match à Isner à la suite d'une double faute mais le Français l'efface avec son 95e ace. Mahut égalise à 59-59 et se plaint de la faible luminosité : le match est à nouveau interrompu par la nuit. Le cinquième set, non terminé, a duré toute la journée (7 h 6) et dépasse déjà à lui seul le précédent record du plus long match de l'histoire (6 h 33). Isner et Mahut ont déjà réalisé respectivement 98 et 95 aces depuis le début du match.
Le 24 juin 2010, Isner commence la journée avec une double faute mais ceci n'a pas de conséquence sur le score et il atteint même la barre des 100 aces lors de la même manche. Jusqu'à 68-68, les deux joueurs perdent peu de points sur leur engagement : quatre pour Mahut et sept pour Isner sur les 17 jeux joués depuis la reprise du match. À 68-68, Mahut obtient alors une nouvelle occasion de prendre la tête en menant 0/30 sur le service de l'Américain, mais le Français manque un passing puis Isner sert son 113e ace avant de remporter le jeu. Au jeu suivant, alors que les deux hommes en sont à 15A, Isner trébuche mais Mahut manque son amorti. À 30A, l'Américain réussit un passing de coup droit alors qu'il est en bout de course, obtenant ainsi sa 5e balle de match. Mahut enchaîne un service et une demi-volée, qu'Isner contre avec un passing de revers, remportant alors le match, sur le score de 70-68 dans le cinquième set. Les deux joueurs ont passé 1 h 8 supplémentaire sur le court lors de ce troisième jour, atteignant ainsi un total de 11 h 5 en trois jours.
Sur l'ensemble de la rencontre, John Isner a remporté seulement un jeu de plus que Nicolas Mahut : 92 contre 91. Bien que vaincu, Mahut a finalement remporté plus de points que son adversaire au cours du match : 502 contre 478.

## Records
Au cours de ce match, plusieurs records de compétitions de tennis professionnel peuvent être recensés, la plupart dépassant largement les records précédents.

### Plus long match en temps

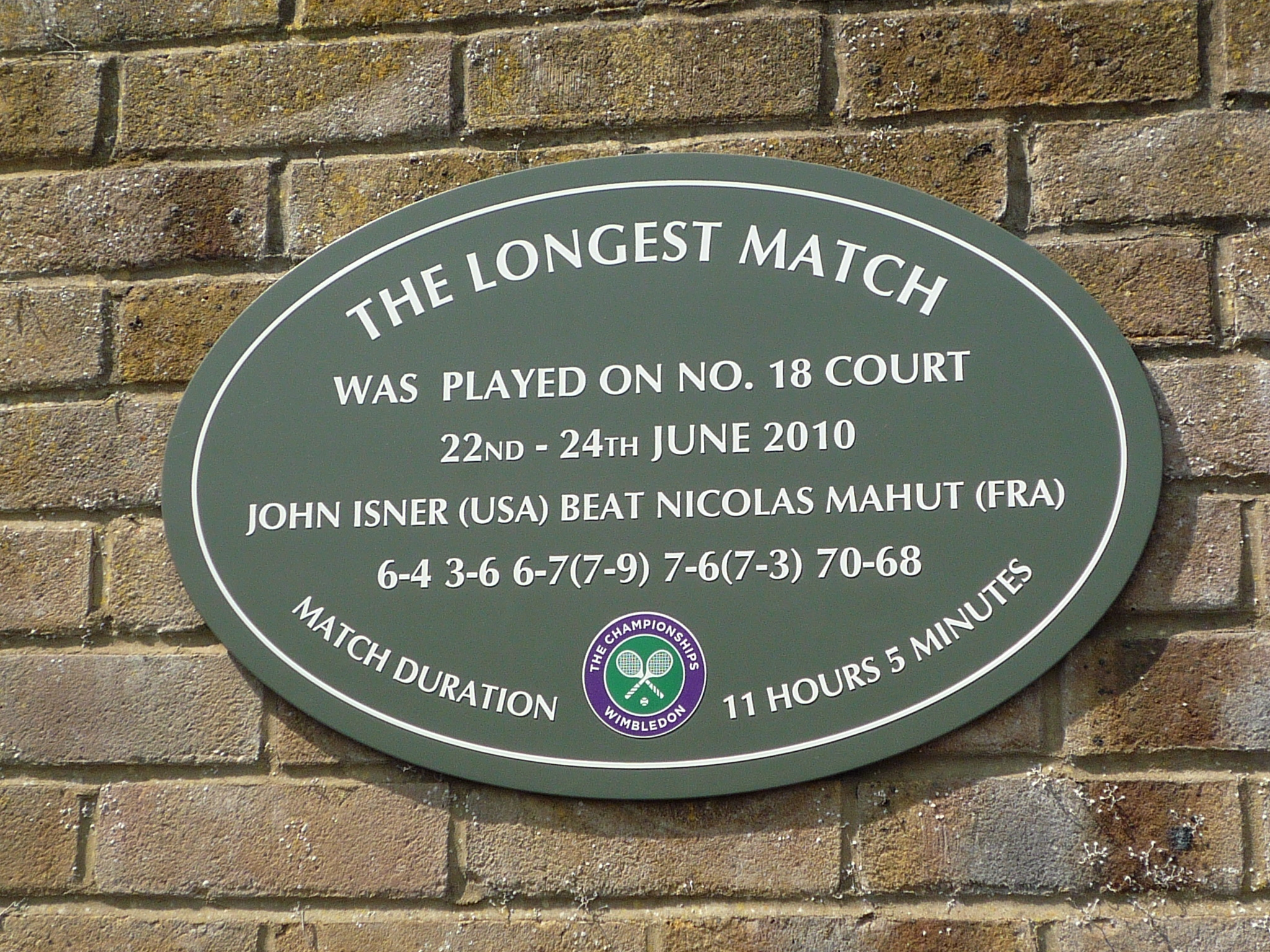
Plaque commémorative du record de durée, à l'entrée du court no 18.

Le match a duré 11 heures et 5 minutes, répartis sur trois jours. Le deuxième jour, les joueurs sont restés 7 heures et 5 minutes sur le terrain. Le précédent record de durée d'un match de tennis masculin était détenu par Fabrice Santoro et Arnaud Clément en 2004 (6-4, 6-3, 65-7, 3-6, 16-14) en 6 heures et 33 minutes sur la terre battue lors du tournoi de Roland-Garros. En dehors du circuit ATP, un autre record, non homologué, avait été réalisé lors d'un match organisé pour déterminer les représentants de l'équipe de Grande-Bretagne de Coupe Davis en 2009 : le Britannique Chris Eaton (en) avait battu son compatriote James Ward en 6 h 40 sur le score de 6-3, 6-2, 63-7, 2-6, 21-19.
Le match Isner-Mahut s'est en outre étalé sur trois jours sans subir d'interruption météorologique, ce qui est là aussi exceptionnel car c'est la cause habituelle des rares matchs à être joués sur plus de deux jours ; ce fut par exemple le cas de la demi-finale entre Tim Henman et Goran Ivanišević à Wimbledon en 2001.
Pour le tournoi de Wimbledon, le précédent record de durée était détenu par un match de double : en 2006, Daniel Nestor et Mark Knowles avaient battu Simon Aspelin et Todd Perry en 6 heures et 9 minutes. Pour un match de simple à Wimbledon, le précédent record était de 5 heures et 28 minutes, lors de la victoire de Greg Holmes sur Todd Witsken au deuxième tour en 1989. Ultérieurement, John Isner a joué un autre match plus long que la rencontre entre Holmes et Witsken : le 13 juillet 2018, il s'est incliné en demi-finale de Wimbledon face à Kevin Anderson en cinq sets (7-6, 6-7, 6-7, 6-4, 26-24) et 6h35 de jeu, ce match devenant alors le troisième plus long de l'histoire (entre-temps, un match de Coupe Davis en 2015 entre Leonardo Mayer et João Souza avait duré 6 h 43).
Arnaud Clément a déclaré être « hyper content » que le record qu'il détenait avec Santoro soit battu : « Comme ça, plus personne ne viendra me parler de ce truc qui me gonflait parce que j'avais perdu ! » Quant à Fabrice Santoro, il soulignait, alors que le match entre Isner et Mahut n'était pas encore terminé : « Je savais que notre record serait battu un jour. Mais pas de cette manière-là. J'imaginais un 6 h 45 mais là, ils explosent toutes les limites ! »

### Plus long set en temps
Le cinquième set de ce match, ayant duré 8 heures et 11 minutes, est le plus long jamais joué sur un tournoi du Grand Chelem, et également celui durant lequel les joueurs ont joué le plus de jeux. À lui tout seul, ce cinquième set a d'ailleurs duré 98 minutes de plus que l'ancien record du match le plus long de l'histoire (6 h 33).
L'Équipe remarquait que, par comparaison, Serena Williams n'avait eu besoin que de 7 h 57 pour gagner les sept matchs qui l'avaient conduite à remporter le tournoi de Wimbledon en 2002.

### Plus grand nombre de jeux dans un match
Au total, 183 jeux ont été joués durant cette partie. Les anciens records dataient tous de la période précédant l'instauration du tie-break. Lors du seul deuxième jour, 118 jeux ont été joués.
En simple, le précédent record était de 126 lors de la King's Cup à Varsovie en 1966, à l'occasion de la rencontre opposant le Royaume-Uni à la Pologne, durant laquelle le Britannique Roger Taylor l'avait emporté face au Polonais Wiesław Gąsiorek sur le score de 27-29, 31-29, 6-4. En double, le record est de 147 jeux, établi lors du deuxième tour du tournoi de Newport en 1967 : Dick Leach et Dick Dell y avaient battu Lenny Schloss et Tom Mozur sur le score de 3-6, 49-47, 22-20.
Pour un match en cinq sets, en simple, le précédent record était de 112 lors du tournoi de Wimbledon 1969, avant l'invention du tie-break, lors du match opposant Pancho Gonzales à Charlie Pasarell, le premier nommé l'ayant emporté 22-24, 1-6, 16-14, 6-3, 11-9,. Pour un match en cinq sets en double, 122 jeux avaient été joués lors de la rencontre Stan Smith-Erik van Dillen contre Patricio Cornejo-Jaime Fillol, lors d'un match États-Unis-Chili durant la Coupe Davis 1973 (qui n'appliquait pas encore le tie-break), conclue sur le score de 7-9, 37-39, 8-6, 6-1, 6-3.

### Plus grand nombre de jeux dans un set
Durant le seul dernier set, 138 jeux ont été joués. Le nombre de jeux de cette manche dépasse même à lui seul le précédent record de nombre de jeux en un seul match. Tennis Magazine remarquait par ailleurs que, par comparaison, Guillermo Vilas avait eu besoin de 147 jeux pour remporter l'ensemble de ses sept matchs lors de sa victoire à Roland-Garros en 1977.
En simple, avant l'invention du tie-break, le précédent record était de 60, réalisé lors du deuxième set (31-29) du match opposant Roger Taylor à Wiesław Gąsiorek à Varsovie en 1966. En double, le record de 96 jeux (49-47) a été établi lors du deuxième tour du tournoi de Newport en 1967, entre les paires Dick Leach-Dick Dell et Lenny Schloss-Tom Mozur.
Dans un tournoi du Grand Chelem, le précédent record, de 48 jeux, avait été établi durant l'US Open 1969, avant l'invention du tie-break, lors de la rencontre John Newcombe - Marty Riessen,. Newcombe l'avait emporté 4-6, 6-3, 6-4, 25-23. Le précédent record pour un cinquième set datait de la rencontre Andy Roddick-Younès El Aynaoui, durant l'Open d'Australie 2003 qu'Andy Roddick remporta 4-6, 7-65, 4-6, 6-4, 21-19. En dehors du tableau final, lors des qualifications du tournoi de Wimbledon 1989, le record est de 54 jeux, durant la rencontre Scott Warner-Matt Anger, remportée par Warner 7-5, 1-6, 7-62, 3-6, 28-26.
À l'issue de la deuxième journée, Fabrice Santoro soulignait : « En moyenne, un set, c'est neuf jeux. Là, c'est comme s'ils avaient joué treize sets uniquement dans le cinquième ! » En reprenant cette moyenne à la fin de la rencontre, le cinquième set a duré l'équivalent de plus de quinze sets.

### Plus grand nombre de points
Au total, le match a connu un record de 980 points, : 502 pour Mahut contre 478 pour Isner. Le Français détient ainsi le record du nombre de points gagnés durant un match. 711 points ont été joués dans le seul cinquième set et Mahut y a gagné plus de points : 365 contre 346.

### Plus grand nombre d'aces

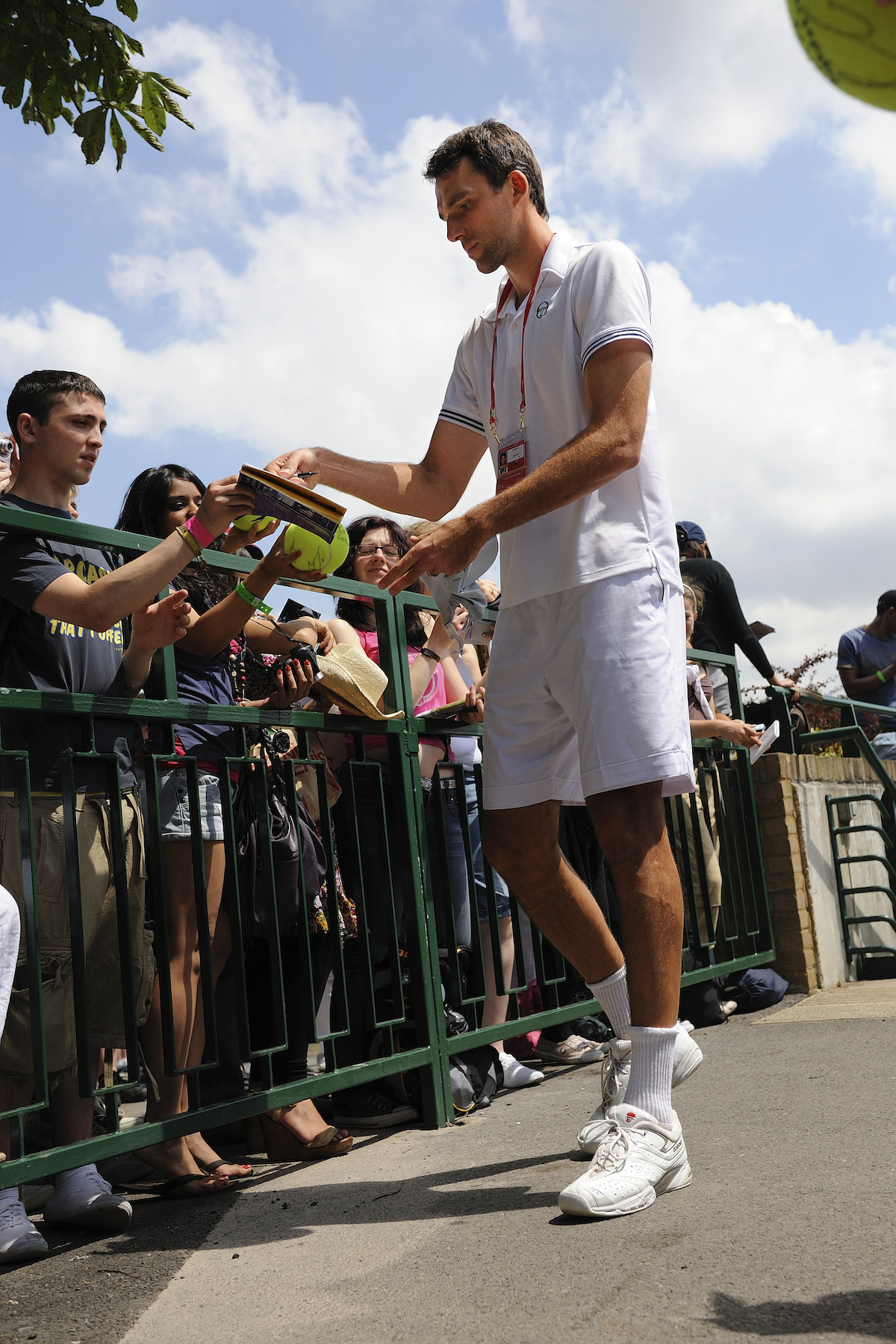
Le précédent record d'aces, détenu par Ivo Karlović (ici en 2009), a été largement battu par les deux joueurs lors de ce match.

Au total 216 aces ont été réalisés : 113 aces par Isner (dont 6 en seconde balle) et 103 pour Mahut (dont 8 en seconde balle). Les deux joueurs ont largement dépassé le précédent record du match Ivo Karlović-Radek Štěpánek, qui avait compté 96 aces (78 pour Karlović et 18 pour Stepanek), lors de la demi-finale République tchèque-Croatie de la Coupe Davis 2009.
Avec ses 113 aces, Isner établit également le record du plus grand nombre d'aces en un match par un seul joueur, précédemment établi par Ivo Karlović avec 78 aces lors de sa rencontre de Coupe Davis contre Štěpánek. Mahut a donc aussi dépassé ce record.

### Plus grand nombre de jeux de service tenus consécutivement
Avec seulement trois breaks réussis par les deux joueurs (un pour Mahut dans le second set et deux pour Isner dans les premier et cinquième sets), la moyenne est d'un break tous les 61 jeux, soit 0,016 break par jeu. Ainsi, 98,4 % des jeux ont été remportés par leurs serveurs respectifs. Une telle moyenne est exceptionnelle mais il ne s'agit pas d'un record puisque des matchs sont gagnés sans aucun break réalisé soit avec un taux de break de 0 %.
Néanmoins, ce faible nombre de breaks, combiné au grand nombre de jeux joués, fait de ce match celui ayant le plus de jeux consécutifs sans break converti. En effet, les deux joueurs n'ont pas perdu leur engagement durant 168 jeux consécutifs,, répartis entre le deuxième jeu du deuxième set et le dernier du cinquième. Mahut servant en deuxième position lors du cinquième set, il a dû servir 64 fois pour rester dans le match en revenant à égalité ; en comparaison, Younès El Aynaoui avait dû le faire à 15 reprises lors de son match contre Andy Roddick à l'Open d'Australie 2003. D'autre part, Isner a remporté 65 fois son service consécutivement en ne concédant aucune balle de break.

### Records homologués
Le Livre Guinness des records a homologué douze records pour ce match :
- Le plus long match de tennis professionnel
- Le plus long match dans un tournoi du Grand Chelem
- Le plus long match joué à Wimbledon
- Le plus grand nombre de jeux dans un match de tennis professionnel
- Le plus grand nombre de jeux dans un tournoi du Grand Chelem
- Le plus grand nombre de jeux dans un match d’un tournoi de Wimbledon
- Le plus grand nombre d’aces par un joueur dans un match de tennis professionnel
- Le plus grand nombre d’aces par un joueur dans un tournoi du Grand Chelem
- Le plus grand nombre d’aces par un joueur dans un match d’un tournoi de Wimbledon
- Le plus grand nombre de jeux sur un set d’un match de tennis professionnel
- Le plus grand nombre de jeux sur un set d’un tournoi du Grand Chelem
- Le plus grand nombre de jeux sur un set dans un tournoi de Wimbledon

## Détails du match

### Arbitrage et affichage du score

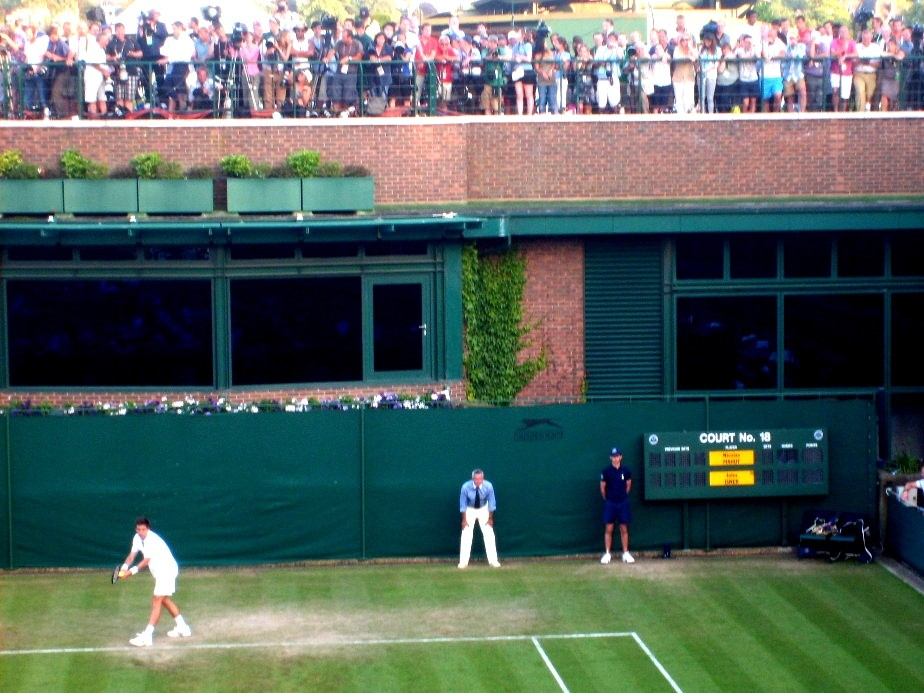
Problème d'affichage du score au soir du deuxième jour.

L'arbitre de chaise était le Suédois Mohamed Lahyani. Lors du deuxième jour, il a dû régulièrement se masser le cou et s'étirer à cause du temps passé sur sa chaise, et il a avoué par la suite avoir eu la gorge très sèche et avoir presque perdu sa voix lors du deuxième jour. En souvenir de ce match, Lahyani a ensuite conservé les pancartes portant les noms des deux joueurs. Pour la feuille de match, il a eu besoin de sept pages alors qu'un match normal en nécessite seulement deux ou trois.
Le deuxième jour du match, deux groupes de quatorze juges de ligne et quatre groupes de ramasseurs de balles se sont relayés toutes les 75 minutes. Sur l'ensemble des trois jours, 42 ramasseurs ont participé à la rencontre.
Apparemment incompatible avec des scores aussi élevés, l'affichage électronique des points a été interrompu après avoir atteint 47 partout et s'est même éteint à la suite du blocage. Programmé par IBM, l'affichage n'avait en effet pas été paramétré pour dépasser un tel score. L'arbitre a alors annoncé régulièrement le score au micro. Un programmeur d'IBM a ensuite travaillé jusqu'à 23 h 45 pour résoudre le problème. Au troisième jour, il annonçait toutefois que l'affichage aurait à nouveau des difficultés si les joueurs ajoutaient plus de 25 jeux au score et que l'affichage à deux chiffres rendait de facto impossible un affichage au-delà de 99-99. Les deux joueurs avaient alors ajouté 20 jeux au score. L'affichage des scores en direct sur le site Internet de Wimbledon a également subi des problèmes techniques : le score est revenu à 0-0 lorsque les deux hommes ont atteint 50-50, obligeant provisoirement l'équipe technique à demander aux internautes d'ajouter 50 points au score qui continuait d'évoluer.

### Score
| Set               | 1      | 2      | 3      | 4      | 5       |
| ----------------- | ------ | ------ | ------ | ------ | ------- |
| Durée             | 32 min | 29 min | 49 min | 64 min | 491 min |
| Nicolas Mahut (Q) | 4      | 6      | 79     | 63     | 68      |
| John Isner (23)   | 6      | 3      | 67     | 7      | 70      |

### Séances de match

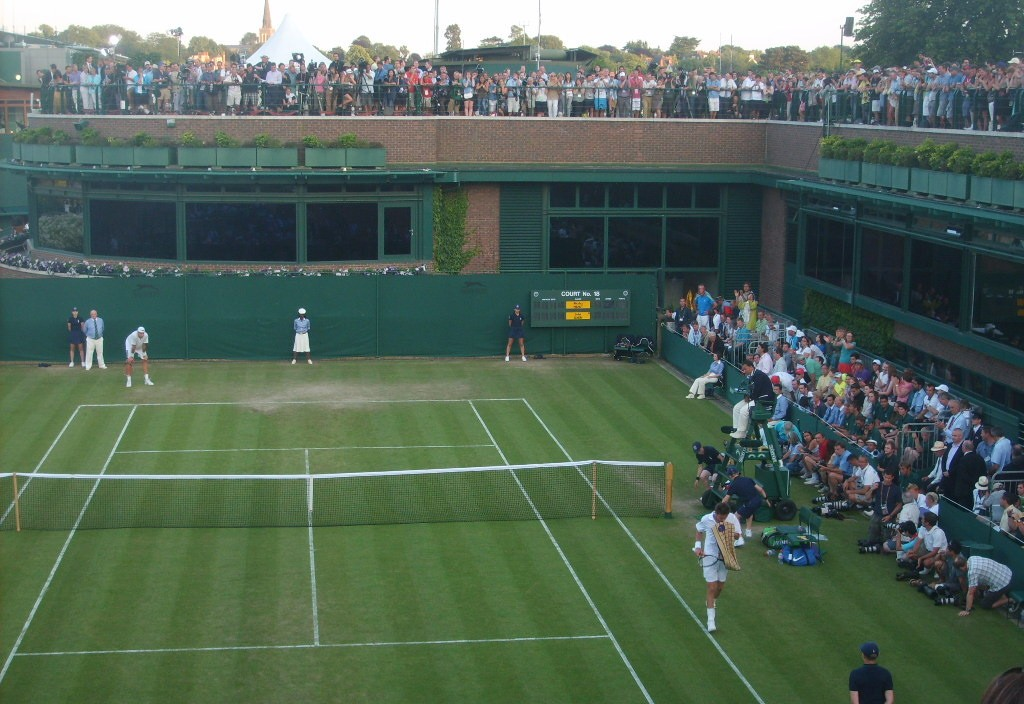
Le Court no 18, lieu de la rencontre (ici à 20 h 26 lors du deuxième jour).

Heures au fuseau horaire britannique d’été (UTC+1)
Mardi 22 juin 2010
- 18:18 – Début du match sur le court no 18.
- 21:07 – Match suspendu à deux sets partout. 45 jeux ont été joués.

Mercredi 23 juin 2010
- 14:05 – Reprise du match.
- 17:45 – Le match n'est alors pas terminé mais il est déjà le plus long match de l'ère Open.
- 21:13 – Match suspendu pour la seconde fois à 59–59 dans le cinquième et dernier set. 118 jeux ont été joués lors de la deuxième journée, 163 depuis le début du match.

Jeudi 24 juin 2010
- 15:40 – Reprise du match.
- 16:48 – Fin du match avec la victoire de John Isner, qui gagne le dernier set 70–68. 20 jeux supplémentaires ont été joués durant le troisième jour, soit 183 depuis le début du match. Dans sa totalité, le match a duré 11 heures et 5 minutes. Le match se termine 46 heures et 39 minutes après que le premier point a été joué[28].

### Statistiques
|                                                     | Nicolas Mahut         | John Isner             | Cumul                |
| Premiers services                                   | 328 sur 489 = 67 %    | 361 sur 491 = 74 %     | 689 sur 980 = 70 %   |
| Aces                                                | 103                   | 113                    | 216                  |
| Doubles fautes                                      | 21                    | 10                     | 31                   |
| Fautes directes                                     | 39                    | 52                     | 91                   |
| Points gagnés sur premier service                   | 284 sur 328 = 87 %    | 292 sur 361 = 81 %     | 576 sur 689 = 84 %   |
| Points gagnés sur deuxième service                  | 101 sur 161 = 63 %    | 82 sur 130 = 63 %      | 183 sur 291 = 63 %   |
| Points gagnants (services compris)                  | 244                   | 246                    | 490                  |
| Points gagnés en retour                             | 117 sur 491 = 24 %    | 104 sur 489 = 21 %     | 221 sur 980 = 23 %   |
| Points gagnés au filet                              | 111 sur 155 = 72 %    | 97 sur 144 = 67 %      | 208 sur 299 = 70 %   |
| Balles de break (converties / jouées)               | 1 sur 3 = 33 %        | 2 sur 14 = 14 %        | 3 sur 17 = 18 %      |
| Balles de break 1er set (converties / jouées)       | aucune                | 1 sur 1 = 100 %        | 1 sur 1 = 100 %      |
| Balles de break 2e set (converties / jouées)        | 1 sur 1 = 100 %       | aucune                 | 1 sur 1 = 100 %      |
| Balles de break 3e set (converties / jouées)        | aucune                | aucune                 | aucune               |
| Balles de break 4e set (converties / jouées)        | aucune                | 0 sur 8 = 0 %          | 0 sur 8 = 0 %        |
| Balles de break 5e set (converties / jouées)        | 0 sur 2 = 0 %         | 1 sur 5 = 20 %         | 1 sur 7 = 14 %       |
| Balles de break procurées (1 / 2 / 3 / 4 et 5e set) | 0 / 1 / 0 / 0 / 2 = 3 | 1 / 0 / 0 / 8 / 5 = 14 | 17                   |
| Mini break dans les tie break du 3e et 4e set       | 2 et 1                | 1 et 3                 | 7                    |
| Balles de 1er set, procurées / jouées / converties  | aucune                | 2 / 1 / 1              | 2                    |
| Balles de 2e set, procurées / jouées / converties   | 3 / 1 / 1             | aucune                 | 3                    |
| Balles de 3e set, procurées / jouées / converties   | 2 / 2 / 1             | 1 / 1 / 0              | 3                    |
| Balles de 4e set, procurées / jouées / converties   | aucune                | 3 / 1 / 1              | 3                    |
| Balles de match, procurées / jouées / converties    | aucune                | 5 / 5 / 1              | 5 (toutes au 5e set) |
| Service le plus rapide                              | 206 km/h              | 230 km/h               | -                    |
| Vitesse moyenne au premier service                  | 190 km/h              | 198 km/h               | -                    |
| Vitesse moyenne au deuxième service                 | 163 km/h              | 180 km/h               | -                    |
| Total des points gagnés                             | 502                   | 478                    | 980                  |
| Total des jeux gagnés                               | 91                    | 92                     | 183                  |

Autres statistiques :

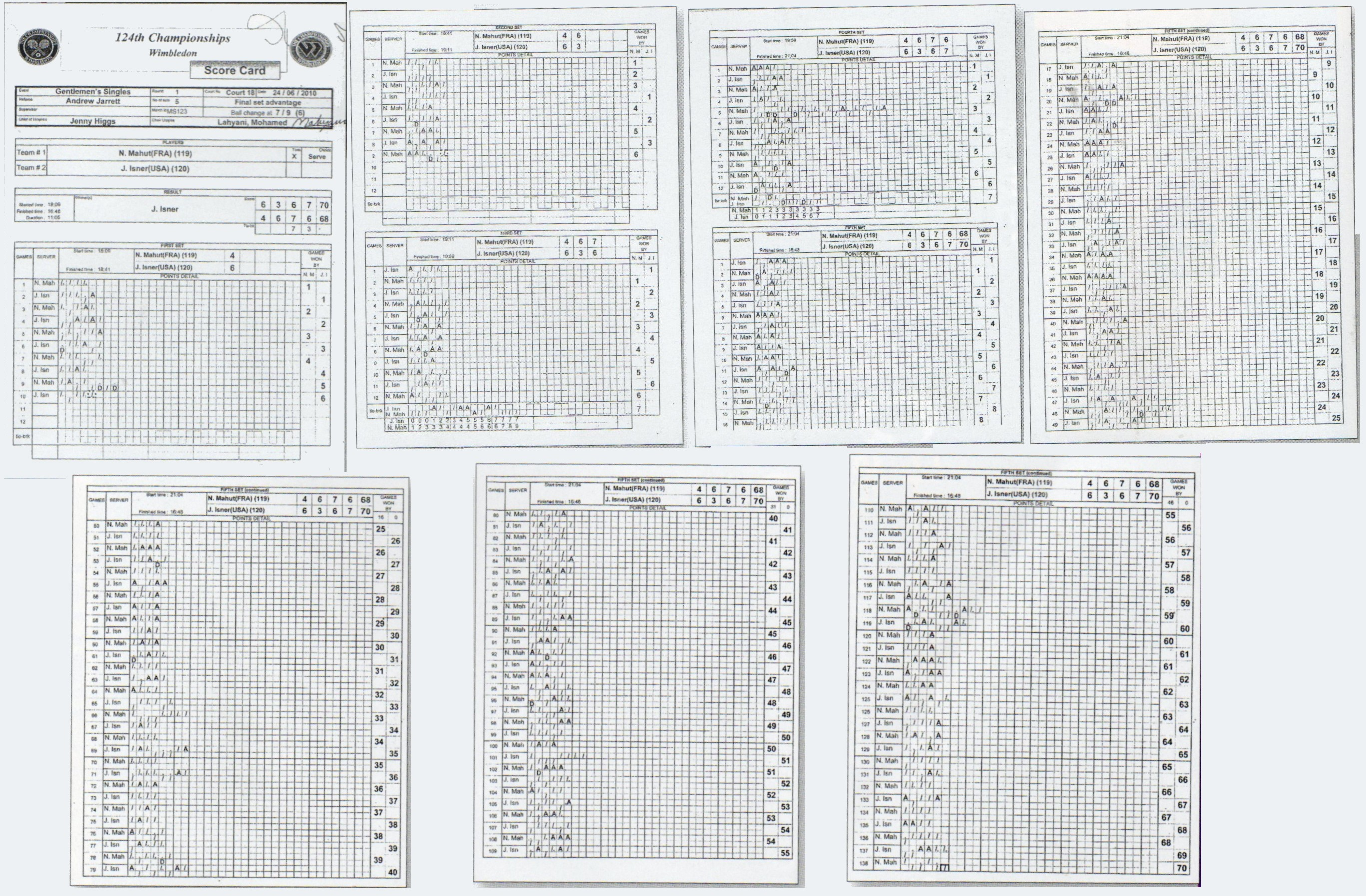
Copies des sept pages de la feuille de match remplies par l'arbitre Mohamed Lahyani.

- Lors du cinquième set, 52 jeux ont été remportés blancs : 32 par Mahut et 20 par Isner[24].
- Les joueurs n'ont pris qu'une seule pause toilettes durant l'intégralité du match, à 58-58, lors de la deuxième journée[24].
- Au total, 126 balles ont été utilisées pour ce match[24]. L'arbitre a dû demander des balles neuves à 19 reprises[38].
- Selon le Guardian, 85 matchs ont eu le temps d'être joués pendant qu'Isner et Mahut jouaient le leur[24].

## Commentaires sur le jeu et la forme des joueurs

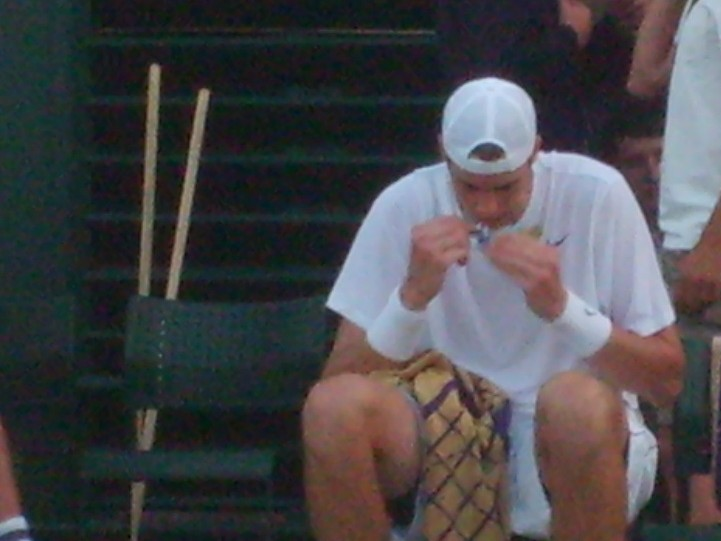
John Isner s'alimentant durant un changement de côté lors du premier jour.

L'endurance et la concentration sont les principales caractéristiques de ce match, même si les deux joueurs se déplaçaient de plus en plus lentement au fil du match. John McEnroe s'est notamment enthousiasmé pour la performance de Mahut : « Nicolas Mahut m'a vraiment impressionné, autant de fraîcheur physique qu'au second set, c'est impressionnant ! » « Je voudrais connaître son préparateur physique », ajoutait-il. Mahut a d'ailleurs souligné la force qu'il avait ressentie durant le match : « Je me sentais de plus en plus fort, j'avais l'impression de jouer le meilleur tennis de ma carrière. Mentalement, j'étais vraiment fort, je prenais l'énergie de tout le monde. J'avais l'impression de ne jamais m'arrêter, de contrôler mes jeux de service. Je gardais toujours en tête qu'un moment ça allait passer. J'attendais ce moment-là. Mais il n'est pas venu ». Avec le recul, Mahut analysait les raisons qui lui avaient permis de tenir : « Ça dépasse les qualités physiques. [...] Je ne sentais plus mon corps, mais je suis resté dans une espèce d'état second et c'est le mental qui a pris le dessus. J'ai repoussé mes limites très loin et je pense même que je pouvais aller plus loin encore. On pense avoir des limites mais finalement il n'y en a peut-être pas ; s'il avait fallu aller jusqu'à 200-200, j'étais prêt. J'ai puisé l'énergie de mon entourage ». Pour qualifier la performance physique des deux joueurs, Georges Deniau a ensuite écrit qu'ils avaient été « des athlètes hors normes, tour à tour sprinteurs, lanceurs, boxeurs ou gardiens de but ». Il saluait aussi la capacité de concentration de Mahut : « Nicolas nous a donné une leçon du combat intérieur des grands matchs. Volonté, concentration, détermination, projection dans le point suivant, sang froid, refus des gesticulations, des cris ou de quoi que ce soit d'inutile. Il était tour à tour Laver, Borg, Sampras ou Federer ». Lors du deuxième jour, Thierry Tulasne rendait aussi hommage à cette performance : « Garder un tel niveau de concentration pendant aussi longtemps, c'est un truc de fou ».

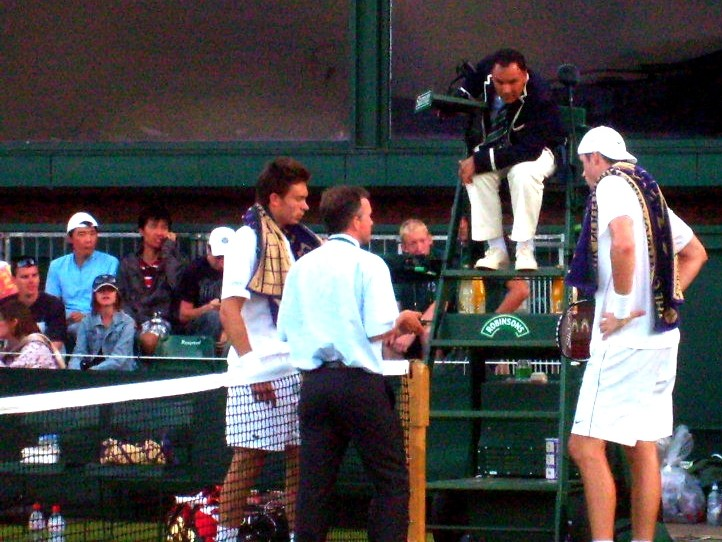
À, joueurs et arbitres discutent de la suite à donner au match alors que la nuit tombe à l'issue du deuxième jour.

Pour ménager un peu les joueurs après leur deuxième jour, l'organisation a en outre décidé, le 24 juin, de faire jouer le match Pennetta-Niculescu (comptant pour le deuxième tour du tableau féminin) avant la reprise du match Isner-Mahut. Après le match, Isner a avoué que, au cours du deuxième jour, il avait fini par oublier le score aux alentours de 25-25 et par jouer instinctivement. À l'issue du deuxième jour, Isner était si épuisé qu'il n'arrivait pas à manger les pâtes que lui proposait son entraîneur, jusqu'à ce que son compatriote Andy Roddick lui amène des pizzas et de la viande. Les deux joueurs ont annoncé avoir très peu dormi dans la nuit du deuxième au troisième jour : quatre heures pour Isner et trois heures seulement pour Mahut. Mahut commentait ensuite : « Je n'avais qu'une hâte, retourner sur le court ». Plus tard, le Français a déclaré que ses abdominaux commençaient à le faire souffrir lors du troisième jour. Selon le Daily Mail, les joueurs ont dépensé 16 000 calories durant le match.
La fatigue engrangée par un tel match a donné lieu à plusieurs commentaires et analyses sur les conséquences. Selon John McEnroe, la carrière de chacun des deux joueurs pourrait être raccourcie de six mois à cause de l'intensité de ce seul match. Un chirurgien écossais spécialisé dans le sport, Gordon Mackay, a affirmé que, dans de telles conditions, les joueurs avaient eu de forts risques de déshydratation, d'hyperthermie et de problèmes rénaux, et qu'ils risquaient des blessures et des problèmes physiques dans les mois suivants, comme des tendinites. Mckay a également comparé la performance des joueurs avec l'état proche de la transe que connaissent les coureurs de très longues distances. Jon Wertheim, journaliste pour Sports Illustrated, remarquait pour sa part que le match pouvait jouer un rôle bénéfique pour la confiance de John Isner dans la suite de sa carrière.
Une autre caractéristique du match est l'importance du service. À eux deux, Mahut et Isner ont servi 216 aces et seulement trois breaks ont été réalisés durant la totalité du match, dont un seul sur les 138 jeux du dernier set, lors du dernier jeu du match. Avec le break final, Isner interrompait une série de 168 jeux consécutifs sans break qui avait débuté au deuxième set lors du premier jour. Les services gagnants et les jeux blancs ont été nombreux au cours du match et les échanges rarement longs.
Au-delà de la longueur exceptionnelle du match, les observateurs s'accordaient pour dire que le match avait en outre été de très grande qualité technique, malgré une certaine monotonie due à la durée et à l'importance des services gagnants. John Isner s'appuie notamment sur son coup droit lorsque son service ne suffit pas à remporter le point. Quant à Nicolas Mahut, il monte souvent au filet, où il gagne 111 points sur 155 joués, ou effectue des coups le long de la ligne. John McEnroe s'étonnait de « voir Mahut plonger à 57-57 », ajoutant « ce mec est un superman ». De même, Arnaud Di Pasquale soulignait, à l'issue du deuxième jour : « Voir deux joueurs prendre autant de risques au service et ne même pas servir deux doubles fautes d'affilée malgré la fatigue, c'est proprement hallucinant. Le niveau de jeu était extraordinaire ». Thierry Tulasne s'est dit « bluffé par le niveau de jeu incroyable ».

## Réactions

### Réactions des joueurs et de l'arbitre

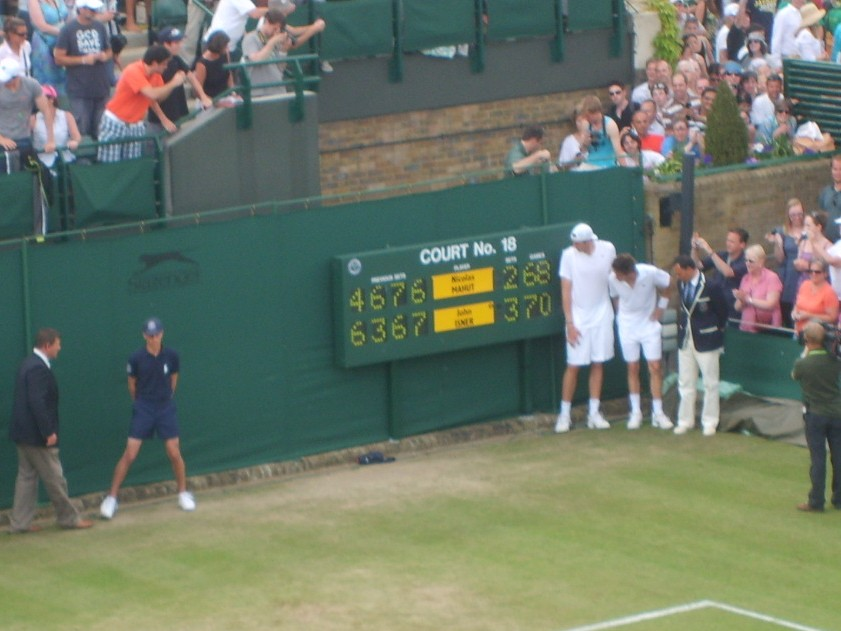
Les deux joueurs et l'arbitre regardent le score à l'issue du match.

Lors de la cérémonie qui a suivi le match, John Isner a salué son adversaire : « Ce mec est un guerrier. Aujourd'hui quelqu'un devait perdre, avoir partagé ça avec lui est un honneur ». Un peu plus tard, lors d'une conférence, Isner a déclaré : « Quand j'ai quitté le court, je croyais vraiment que c'était un rêve. J'étais dans un délire complet. Je ne pensais pas que ce type de match était possible »,. Il a souligné le lien qui était né entre Mahut et lui : « C'est quelque chose que Nic et moi allons partager pour toujours. Je ne crois pas que j'avais dit cinq mots à ce gars avant notre match. Désormais, quand je le verrai sur d'autres tournois, nous pourrons toujours partager cela »,.
À l'issue du match, Nicolas Mahut a déclaré : « C'est un match que je n'oublierai jamais. J'espère que c'est pareil pour ceux qui l'ont vu. Qu'ils se souviendront qu'on a été tous les deux de grands guerriers. Pour l'instant c'est surtout douloureux, j'ai perdu ce match. Demain je serai sans doute fier ». Tout en soulignant son manque de recul, Mahut a affirmé : « C'était tellement fantastique, il y a tellement de sentiments à partager dans ce match. Je sais qu'on est entré tous les deux dans l'histoire ». Revenant sur l'impact de ce match sur sa propre vie, il a remarqué : « C'est difficile pour moi, car on parlera de ce match jusqu'après la fin de ma carrière et ça me rappellera sans cesse que je l'ai perdu. Mes coaches m'ont dit que ça dépassait le cadre victoire/défaite. J'espère qu'avec le recul, j'aurai la force pour penser la même chose ». Plus tard, il commentait la place de cet exploit sur sa carrière : « Il y a eu un avant et il y aura un après, c'est sûr. [...] Si j'arrive à reproduire ça ailleurs, la retraite est loin. J'ai surtout envie de faire quelque chose de grand ici l'an prochain. Vraiment ». Lors de la mini-cérémonie qui a suivi le match, Mahut a également déclaré : « C'est vraiment douloureux, mais ce furent trois jours tout simplement incroyables. On a joué le plus grand match de tous les temps dans le meilleur endroit possible, c'était un honneur ». Un peu après, il disait avoir oublié ce qu'il avait dit lors de la cérémonie : « Depuis la balle de match, c'est assez flou. [...] Je ne me souviens pas de grand-chose. Je sais qu'il y avait Tim Henman. J'ai dû dire des conneries ». Il était d'ailleurs tellement perdu que son partenaire Arnaud Clément témoignait, une demi-heure après la fin du match : « Il ne bouge pas, ne parle pas, il est totalement hagard ». Malgré la déception, Mahut a ensuite remarqué certains points positifs, notamment parce qu'il avait « l'impression d'avoir gagné le respect des joueurs », citant notamment un message qu'il avait reçu de Rafael Nadal dans lequel ce dernier lui disait qu'il était un exemple pour le sport et les enfants. Il ajoutait : « Qu'on me cite en exemple pour avoir montré des valeurs de combativité et de ténacité, auxquelles je crois beaucoup et que j'essaye de véhiculer, c'est aussi ce qui apaise un peu ma déception et ma douleur ».
Pour Mohamed Lahyani, l'arbitre du match, « Ce fut assez incroyable d'être impliqué dans un match aussi extraordinaire. [...] Je n'imagine pas pouvoir en voir un autre comme cela dans ma vie »,. À propos du temps resté assis sur sa chaise lors du deuxième jour, Lahyani a plaisanté : « Je voyage en économique. Sept heures assis immobile sur un court, ce n'est rien »,.

### Médiatisation et succès public

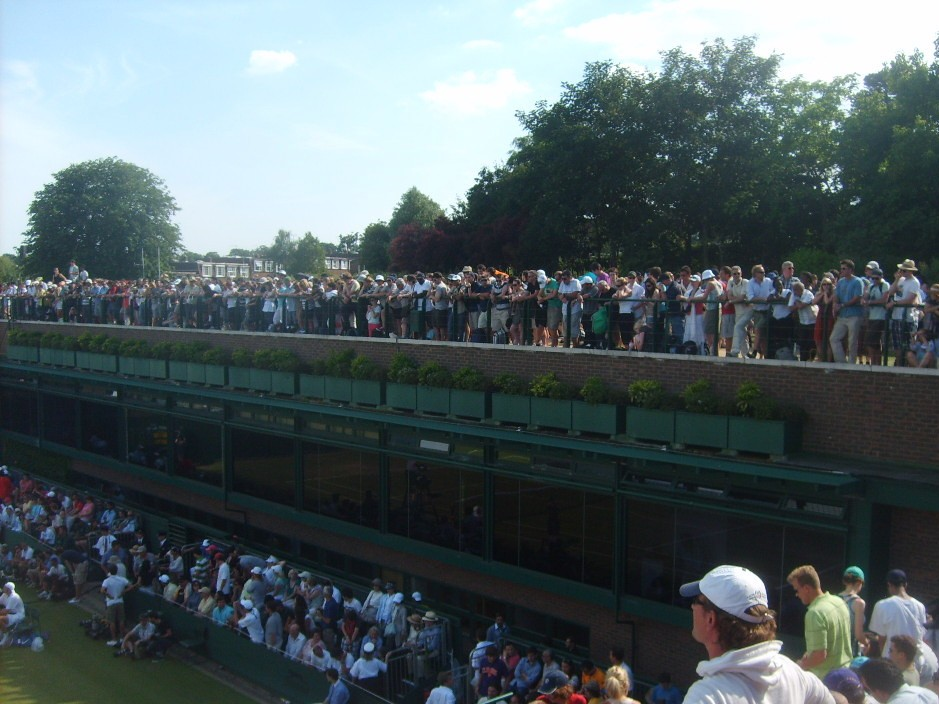
Affluence inhabituelle sur le court no 18.

Le match a connu un succès public inédit pour un match de premier tour : lors du deuxième jour, l'enthousiasme des spectateurs était tel qu'ils clamaient « Nous en voulons plus », et qu'ils gratifiaient les joueurs d'une standing ovation lorsqu'ils en étaient à 50-49. À la fin de la deuxième journée, le public fait une haie d'honneur spontanée pour accompagner la sortie des joueurs. Lors du troisième jour, les 782 places du court no 18 avaient été rapidement occupées dès le matin pour accueillir les joueurs avec des applaudissements soutenus à leur entrée sur le court l'après-midi. De même, la Henman Hill avait connu une affluence inhabituelle pour un premier tour, alors que tous les écrans du tournoi diffusaient le match, dans les allées ou les vestiaires. Dès le mercredi, le match avait même été diffusé au Rockefeller Center à New York. Le mercredi soir, la chaîne BBC Two a connu pour ce match un pic d'audience de 4,17 millions de téléspectateurs. Autre preuve du succès public, 11 millions de livres ont été joués dans les paris pour ce match. Le succès planétaire a dépassé le cadre du tennis : à titre d'exemple, Kobe Bryant a annoncé que lui et ses coéquipiers des Los Angeles Lakers avaient regardé le match Isner-Mahut à la télévision.

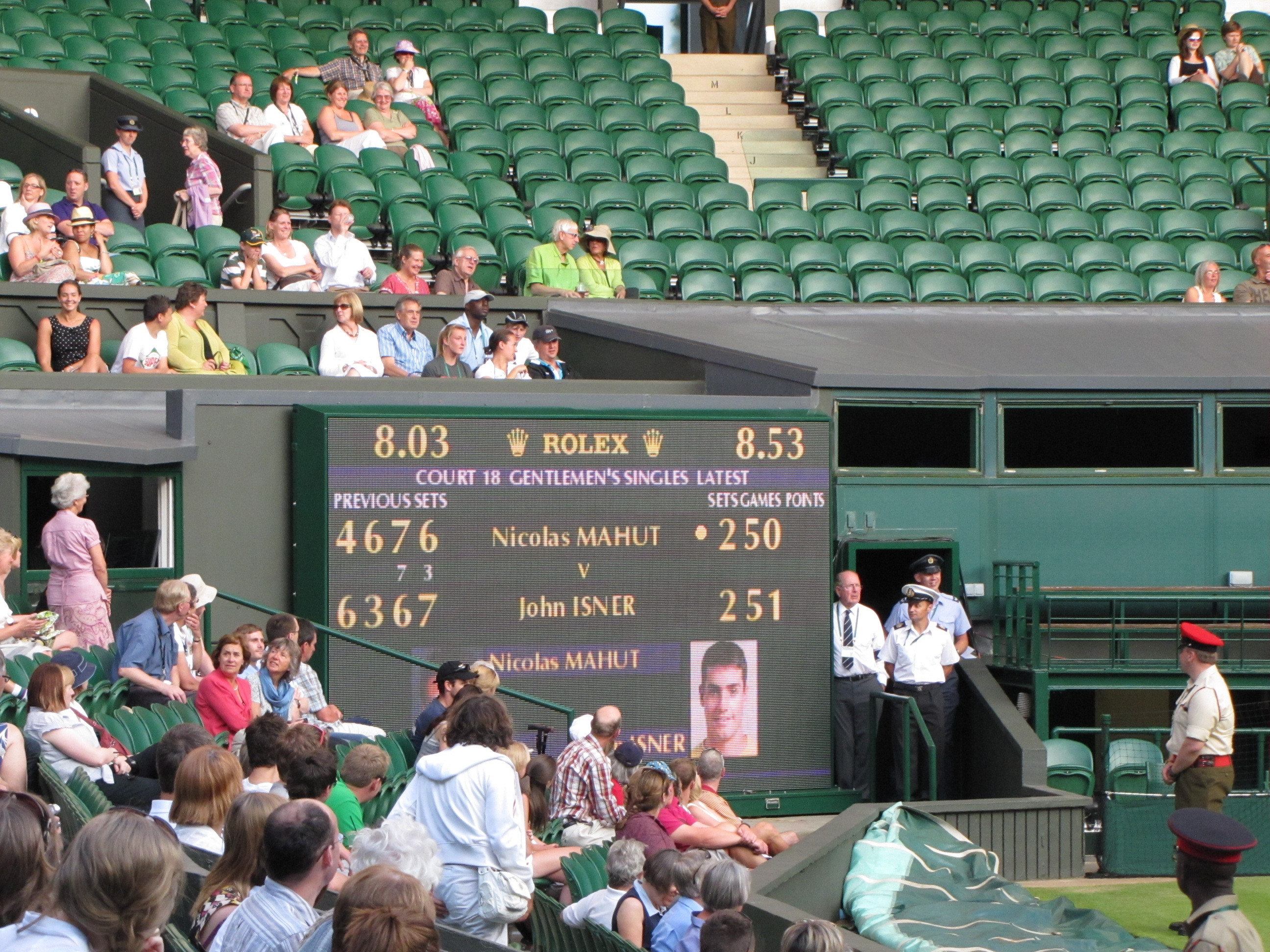
Le soir du deuxième jour, sur le court no 16 où se joue un match de double dames, les spectateurs regardent un écran qui affiche le score du match Isner-Mahut (51-50 dans le cinquième set, de match).

Le match a connu en outre une immense médiatisation à travers le monde et a fait la une de nombreux journaux, dont deux fois dans L'Équipe, qui titrait « Inimaginable » le 24 juin et « Mieux que la légende » le 26 juin. Tennis Magazine faisait aussi sa une pour son numéro d'août 2010, en titrant « Le score le plus fou ! » avec une photo du tableau de score alors que le titre fait généralement sa "une" avec le vainqueur masculin du tournoi. De nombreux médias ont qualifié la rencontre de « match sans fin » ou, en anglais, de « never-ending match », parmi lesquels L'Équipe, France Info, Europe 1, ESPN ou encore l'agence Reuters. Pour souligner l'incroyable durée du match, le journal allemand Süddeutsche Zeitung a relevé qu'il avait été plus long que la trilogie du Seigneur des anneaux ou que l'Ironman de Hawaï alors que L'Équipe montrait qu'il fallait sept matchs de football pour atteindre une telle durée,. Le Daily Mail faisait remarquer que la durée du match aurait permis à Isner de faire le voyage jusque chez lui, en Caroline du Nord et que le match Isner-Mahut équivalait presque au cumul de tous les matchs joués par les joueuses britanniques lors du même tournoi. Le Daily Telegraph a remarqué qu'« aucun autre sport n'a une fin ouverte aussi glorieuse ». Le New York Times faisait d'ailleurs une comparaison avec un autre match de tennis, fictif : une publicité dans laquelle Pete Sampras et Andre Agassi s'affrontaient lors d'un point interminable qui se jouait tout l'hiver.
Les commentaires étaient également nombreux sur Internet : à l'issue du deuxième jour, Eurosport notait que son site n'en avait jamais recueilli autant pour un match de tennis. Dans son numéro d'août 2010, Tennis Magazine comptabilisait 3 280 000 résultats pour une recherche « Isner - Mahut » dans un moteur de recherche sur Internet. Dans les jours qui suivent son match, Nicolas Mahut participe à une séance photo en vue d'un reportage dans Paris Match. Après le match, John Isner a reçu 19 demandes d'interview, soit plus que pour Roger Federer après sa victoire dans le tournoi en 2009.
Ce match a inspiré quelques dessinateurs de presse. Dans L'Équipe, Hugot a dessiné les deux joueurs enlacés au-dessus du filet avec la mention « Il faut les marier » et Lefred Thouron montrait la discussion de deux joueurs amateurs, l'un expliquant à l'autre que l'équipe de France de football avait eu le temps de jouer contre l'Afrique du Sud lors de la Coupe du monde puis de rentrer en France tout en ayant la possibilité de regarder le début du match Isner-Mahut en Afrique du Sud et la fin en France. Dans le Times, un dessin montrait un arbitre annoncer à deux joueurs épuisés : « Messieurs, le match est interrompu car vous avez atteint l'âge de la retraite »,, en référence aux débats alors en cours au Royaume-Uni à propos des retraites.

### Hommages et distinctions

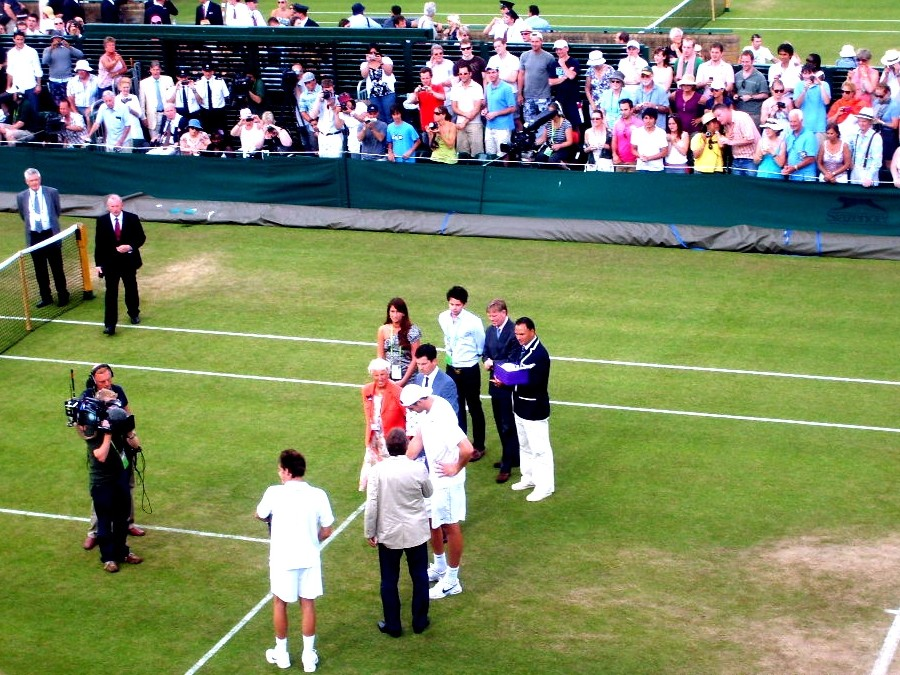
Cérémonie organisée à l'issue du match.

Une petite cérémonie spéciale a été organisée à l'issue du match, avec la présence de Tim Henman et de Ann Haydon-Jones. Les deux joueurs, ainsi que l'arbitre de chaise, ont reçu des récompenses exceptionnelles de la part des organisateurs : une boule en cristal, une cravate de Wimbledon et des boutons de manchette en argent. Les trois hommes ont posé pour une photo souvenir devant le tableau affichant le score final ainsi que des flûtes de champagne.
Le samedi 26 juin, Nicolas Mahut et son entraîneur Boris Vallejo sont invités dans la Royal Box du Centre Court, pour assister au match entre Gilles Simon et Andy Murray. À son entrée, Mahut y est acclamé par une ola du public. Le joueur a également décidé de faire don de l'intégralité de sa tenue utilisée au cours du match contre John Isner au musée de Wimbledon,. Après le match, le Hall of Fame de Newport a rapidement demandé au Français de faire don d'un objet-témoin, le joueur a remis un maillot et un short Lacoste et une chaussure droite Nike dédicacée lorsqu'il est venu jouer le tournoi de Newport, pour lequel il avait reçu une wild-card. Mahut s'est dit touché par ces hommages : « Être au musée de Wimbledon et au Hall of Fame, ça c'est incroyable, c'est vraiment l'histoire du tennis ». Lors de l'US Open 2010 il fait un autre don au Hall of Fame de Newport en offrant une raquette Wilson Six One 95 utilisée lors du deuxième jour. Mahut a fait savoir plus tard qu'il était déçu d'une chose à propos de sa tenue : lors de son match contre Isner, il avait oublié de porter le badge « Fight 4 Mat » (« Bats-toi pour Mat ») qu'il avait arboré la semaine précédente au Queen’s en hommage à Mathieu Montcourt, décédé à 24 ans en juillet 2009. « c’est trop con, parce
qu’après on m’a demandé de le laisser au musée ! » a-t-il déclaré à propos de son polo qui aurait pu trôner au musée avec cette référence au joueur décédé.

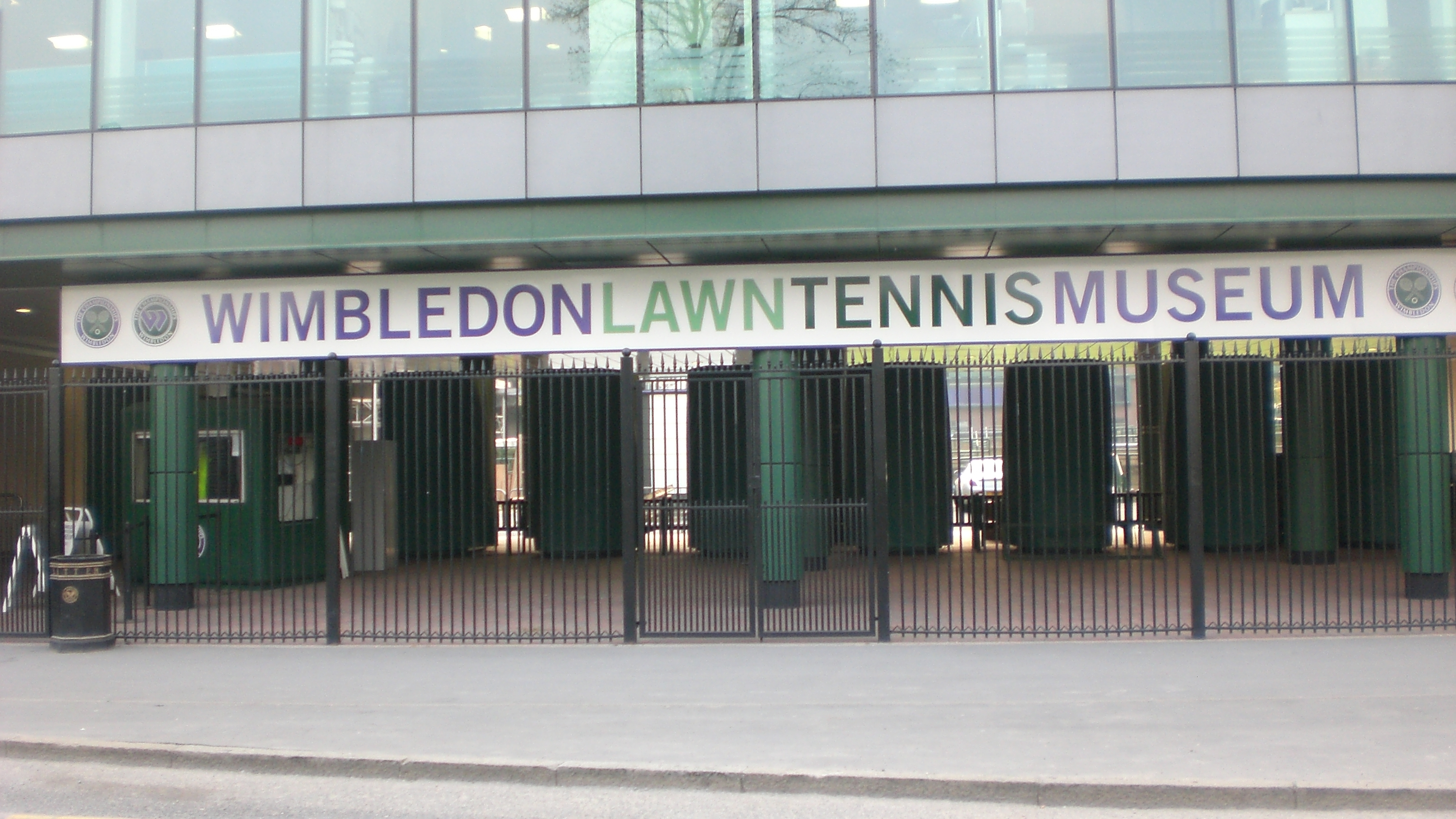
Entrée du musée de Wimbledon, qui conserve désormais la tenue de Nicolas Mahut.

Le 14 juillet 2010, les deux joueurs ont été récompensés par un Prix ESPY dans la catégorie du meilleur record. Seul Isner était présent à Los Angeles lors de la cérémonie des récompenses pour recevoir le prix des mains de Lindsey Vonn et Shaun White mais l'Américain a rendu hommage au Français et demandé qu'on envoie une copie du trophée à son adversaire. Le match entre Isner et Mahut s'est terminé juste à temps puisque la liste des nominations était annoncée le 24 juin, jour de la conclusion de la rencontre. Les autres nommés dans cette catégorie étaient Roger Federer, Usain Bolt, Brett Favre et l'équipe féminine de basket-ball des Connecticut Huskies.
John Isner a également reçu le premier Virgin Trophy, récompense décernée aux personnes qui défient les limites humaines. Richard Branson, fondateur de la marque Virgin, a alors avoué qu'il ne s'attendait pas à ce qu'un tel exploit puisse être réalisé si peu de temps après la création de ce prix, décidée un mois auparavant.
Tennis Magazine a choisi cette rencontre comme « match de l'année » dans son numéro de rétrospective de l'année 2010, tout en précisant qu'elle « pourra certainement prétendre au titre de match de l'histoire ». En revanche, le site de l'ATP l'a classé à la troisième place des meilleurs matchs de l'année, alors que des internautes ne l'ont placé qu'à la quatrième place sur le site d'Eurosport avec 5 % des votes,.
Peu après le match, Roger Federer avait annoncé que les joueurs réfléchissaient à une façon de leur rendre un hommage. En France, Mahut a été invité à suivre la 9e étape du Tour de France 2010 puis a été reçu par la ministre chargée des sports, Roselyne Bachelot.
Des marques commerciales ont voulu bénéficier de l'évènement. La rencontre a incité Lacoste, équipementier de Nicolas Mahut, à accorder à ce dernier une prime non prévue dans leur contrat et à évoquer la possibilité d'éditer une série spéciale de polos en hommage à cette rencontre historique. Quelques jours après la rencontre, une marque de piles alcalines annonçait son intention de se servir du match Isner-Mahut dans une publicité, et notamment de prendre comme inspiration la capacité de concentration du Français. Une idée comparable a été utilisée pour une vidéo vantant le modèle « Performa » de la marque de préservatifs Durex mais cette vidéo s'est avérée être une fausse publicité réalisée par une société indépendante, sans accord de Durex ni des joueurs. Même si la vidéo a obtenu un grand succès sur Internet durant l'été 2010 et même si Nicolas Mahut a déclaré avoir trouvé le film « marrant », les avocats des deux joueurs ont obtenu le retrait de cette vidéo pour cause d'utilisation abusive de l'image de leurs clients.
Le match entre Isner et Mahut inspire en 2015 un faux documentaire parodique, intitulé Sept jours en enfer (7 Days in Hell), dans lequel deux joueurs s'affrontent durant un match qui s'étale sur sept jours.

### Autres réactions

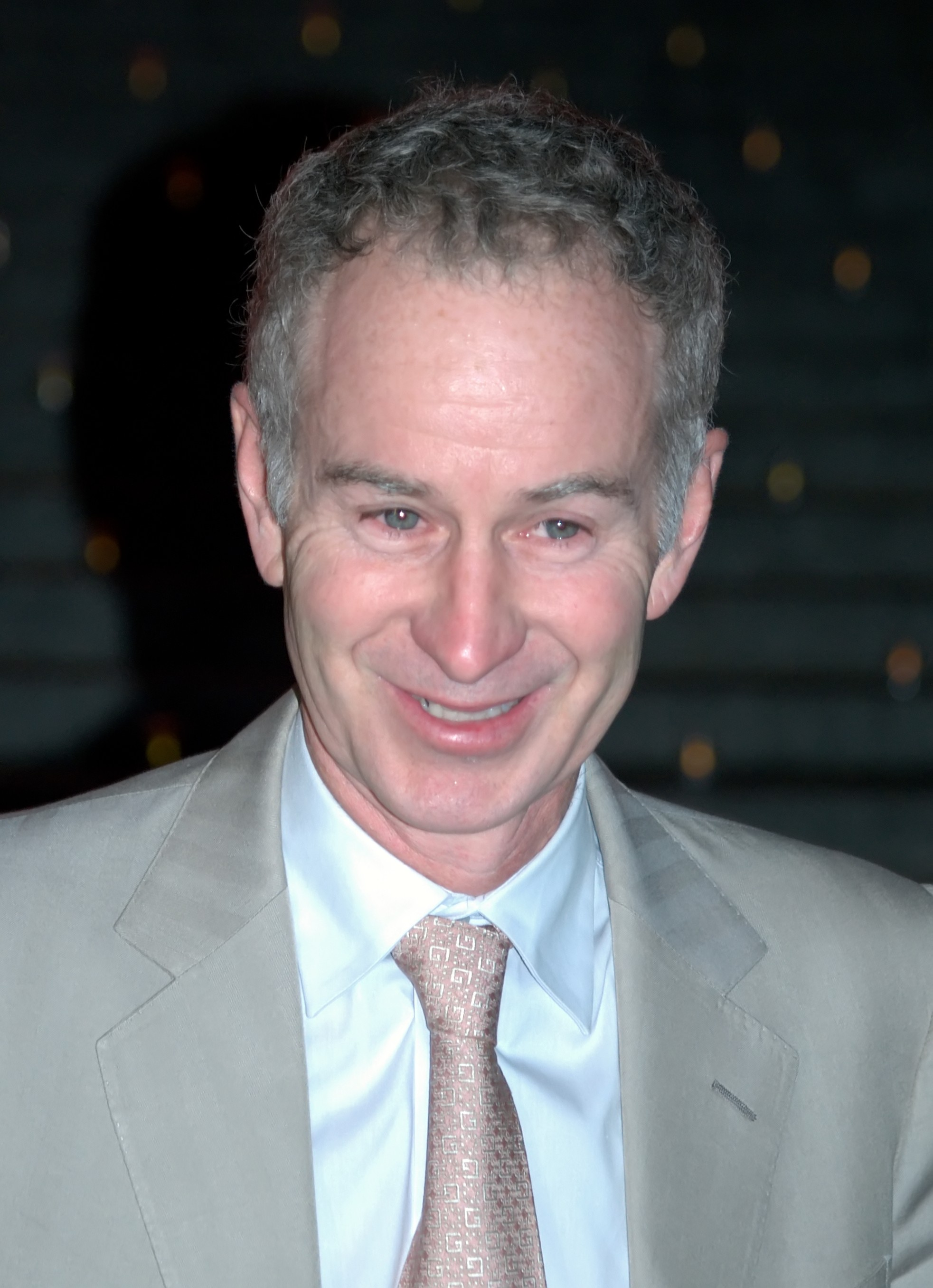
John McEnroe (ici en 2009), présent dans les tribunes, est l'une des nombreuses personnalités du tennis à s'être enthousiasmées pour le match.

De nombreuses personnalités du tennis se sont enthousiasmées pour ce match. John McEnroe et Tim Henman sont venus voir le match à la fin de la deuxième journée, la sécurité ayant dû écarter deux spectatrices japonaises pour que McEnroe et Tracy Austin puissent s'installer dans les tout  premiers rangs afin de suivre la fin du match lors du troisième et dernier jour,,. McEnroe avait d'ailleurs suggéré de terminer le match sur le court central, tout comme le public qui clamait « Centre Court » à la fin du deuxième jour, mais le règlement de Wimbledon oblige à jouer l'intégralité d'un match sur le même court. Au début du troisième jour, McEnroe avait avoué, au côté de Boris Becker : « Nous avons essayé de trouver les mots, nous les avons perdus depuis quarante jeux ».
Outre les acteurs du match, beaucoup de joueurs et de spécialistes du tennis ont déclaré qu'un tel match ne se reproduirait jamais, parmi lesquels Martina Navrátilová, Andy Murray ou Jo-Wilfried Tsonga. Roger Federer a qualifié le match d'« absolument stupéfiant » et remarqué que « ces gars [allaient] être un peu fatigués [le lendemain], et le jour suivant, et la semaine suivante et le mois suivant » ; alors que le match était en cours, il a aussi déclaré : « C'est inimaginable, on ne sait pas si on doit rire ou pleurer ». Il soulignait aussi qu'il avait pu jouer son match entier en parallèle du cinquième set du match Isner-Mahut : « J'ai commencé mon match à 11 partout et ils sont encore sur le court ». Selon Andy Murray, « on a assisté à un moment inexplicable » et Gaël Monfils a parlé d'« un truc de Martiens ». Caroline Wozniacki s'est dite « vraiment triste pour Mahut et très heureuse pour Isner ». Selon Fabrice Santoro, un tel match ne méritait aucun perdant. Pour Jo-Wilfried Tsonga, les deux joueurs « devraient être membres à vie à Wimbledon après ça »,. Julien Benneteau reprenait la même proposition que Tsonga et soulignait que Mahut avait « marqué l'histoire du jeu », qu'il avait « donné une leçon de courage à tous les jeunes espoirs du tennis » et que c'était « le plus grand match de tous les temps », donc que « la Fédération [devait] faire un geste » car ce qu'il avait fait était « cent fois plus chevaleresque que le talent pur ». Rémi Barberin, alors entraîneur de Michaël Llodra, suggérait d'offrir à Mahut « une wild-card à vie à Roland-Garros et à Bercy ». Pour Georges Deniau, qui note au début d'une chronique dans Tennis Magazine qu'il a « peur de ne pas trouver des mots assez justes et assez puissants pour exprimer ce que [lui] inspire ce monument », Mahut est devenu un exemple pour l'équipe de France de Coupe Davis, « dans laquelle il a désormais sa place ».
Maria Sharapova, qui a qualifié la performance d'« héroïque », s'est félicité de l'impact de ce match dans le monde : « Ils ont déclenché un buzz énorme dans le monde entier, ce qui est une bonne chose pour le tennis. Même les gens qui ne s'y intéressent pas ont eu vent de cette histoire ». Justin Gimelstob a comparé le match à une scène du film Gladiator, en ajoutant : « C'est l'un des plus grands exemples d'effort sportif de tous les temps »,. John McEnroe a utilisé une autre comparaison héroïque en qualifiant le match d'« herculéen ».
Certaines voix en ont profité pour s'interroger sur l'absence de tie-break dans le dernier set, dont Maria Sharapova et John McEnroe. Mais d'autres ont souhaité, au contraire, défendre cette spécificité, dont Roger Federer, pour qui « le système actuel est parfait », ou Craig Boynton, entraîneur de John Isner, qui répondait lors du deuxième jour à l'éventualité d'instaurer le tie-break dans le dernier set : « Pas question, c'est Wimbledon, c'est la tradition, elle doit perdurer ». Durant le cours du match, Novak Djokovic avait suggéré qu'il puisse y avoir un accord entre joueurs dans de tels cas : « Peut-être qu'ils devraient se mettre d'accord pour jouer un tie-break à 50-50 ».
Quelques personnes ont fait remarquer la différence entre l'état d'esprit de ce match et celui de l'équipe de France de football durant la Coupe du monde qui se déroulait en parallèle. Arnaud Di Pasquale y a fait allusion, notant ainsi : « c'est un magnifique contre-exemple à tout ce qu'on a pu voir récemment ». L'Indien Mahesh Bhupathi écrivait sur son compte Twitter : « L'équipe de France de foot devrait s'inspirer du cœur de Mahut ». Lefred Thouron en a aussi profité pour se moquer de l'équipe de France dans un de ses dessins.
La rencontre a également fait réagir dans le monde politique. La Chambre des communes britannique a évoqué les deux joueurs pour saluer « leur bonne humeur, leur respect mutuel, leur talent, leur énergie et leur endurance ». Malgré sa défaite, Nicolas Mahut a reçu des messages de félicitations de la part de Roselyne Bachelot et Rama Yade, alors respectivement ministre et secrétaire d'État chargée des sports.
Dans un autre domaine, des bookmakers australiens ont fait un geste inhabituel en remboursant les quelques personnes qui avaient parié sur Mahut, le porte-parole d'un site de pari déclarant : « Ceux qui ont misé sur Mahut méritent certainement de revoir leur argent après avoir vécu pendant trois jours cette incroyable chevauchée. Nous espérons que ceux qui soutenaient Mahut ne se rongeaient pas les doigts. Il ne doit plus rien leur rester ».

## Parcours ultérieur des joueurs à Wimbledon et évolution des règles

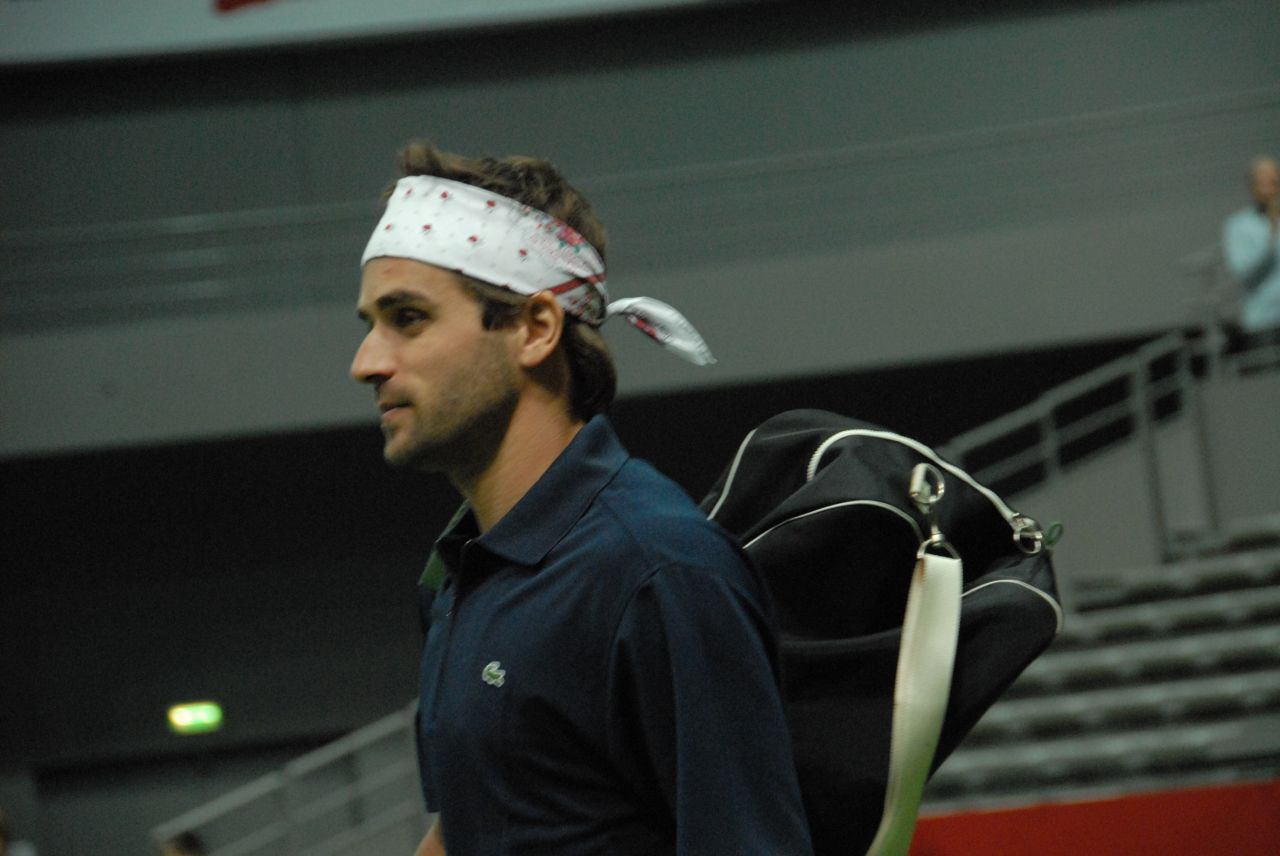
Arnaud Clément (ici en 2008), qui jouait en double avec Mahut, avait précédé son partenaire dans l'histoire du tennis en tant que perdant du match le plus long de l'histoire.

À 19 h 45, le 24 juin, soit moins de trois heures après la fin de son match en simple, Mahut était de retour sur le court no 18 pour disputer un match de double avec Arnaud Clément contre une paire britannique composée de Colin Fleming et Ken Skupski. Le match a été interrompu par la nuit après la perte du premier set au tie-break par la paire française. Clément et Mahut avaient d'abord demandé aux organisateurs de reporter le match au lendemain, ce que ces derniers avaient refusé, provoquant la colère d'Arnaud Clément : « Ils ont beau jeu de lui faire une cérémonie sur le court... Quand je pense qu'on dit que c'est le plus grand tournoi du monde ». Clément avait alors proposé à son partenaire de déclarer forfait pour ne pas risquer une blessure de Mahut, mais ce dernier a insisté afin de ne pas rester dans un esprit de défaite, annonçant même : « C'est bizarre, je me sens bien, je veux revenir sur ce court no 18 et gagner cette fois ». Lors du match, Clément a demandé une pause toilettes juste après le premier jeu afin de gagner du temps et de miser sur une interruption du match par la nuit. Le lendemain, Clément joue d'abord son match en simple contre Federer mais le double ne peut se jouer à cause de la durée de la rencontre entre Daniel Brands et Victor Hănescu sur le court no 18. La suite du match est donc reportée au 26 juin. Il est alors programmé sur le court no 14 malgré le règlement de Wimbledon qui oblige à disputer l'intégralité d'une rencontre sur le même court. La paire française finit par perdre en quatre sets sur le score de 7-64, 6-4, 3-6, 7-64.

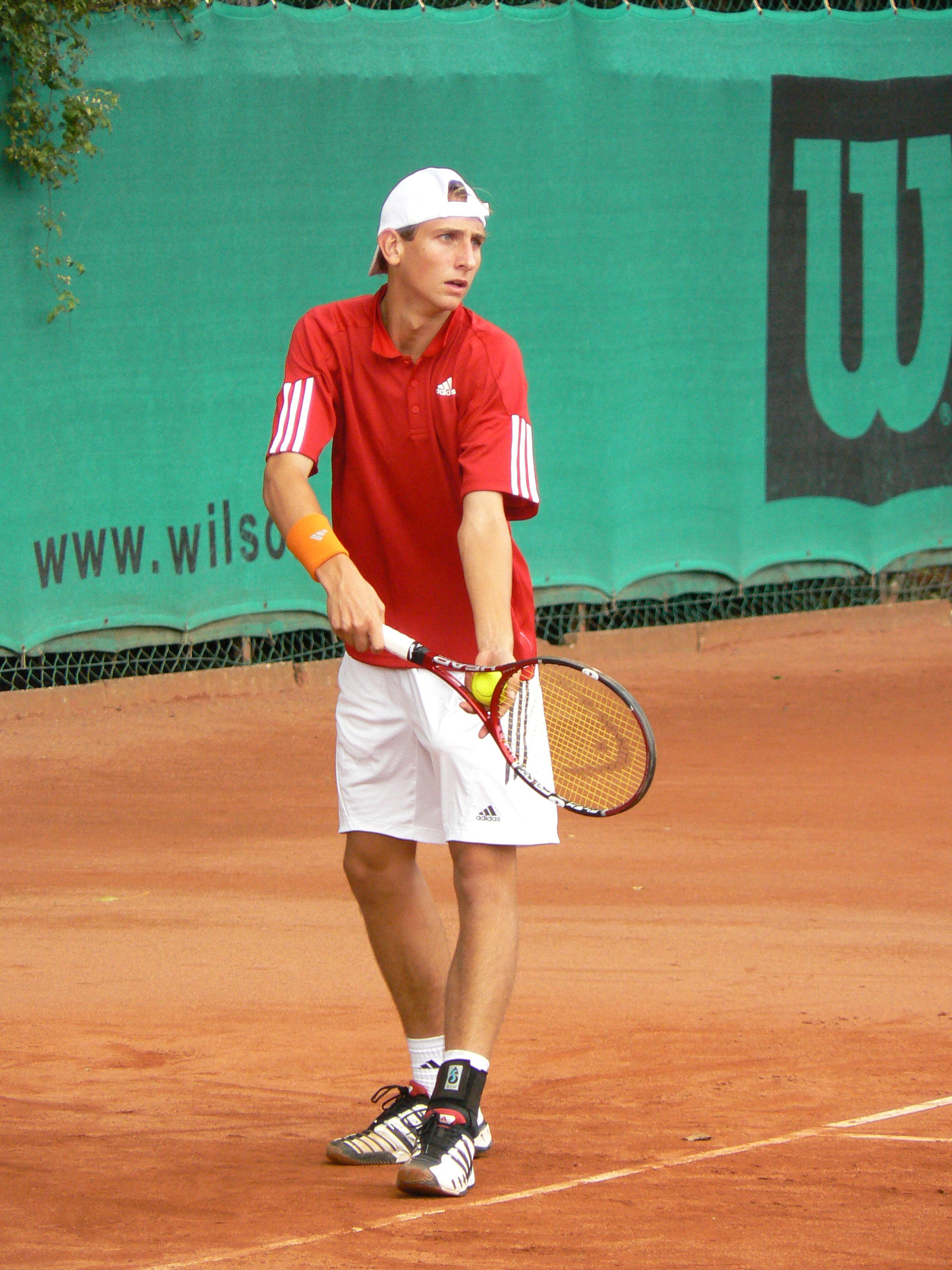
Thiemo de Bakker (ici en 2006), vainqueur d'Isner au deuxième tour.

Contrairement à Mahut, Isner décide de renoncer au double, où il était engagé au côté de Sam Querrey. À l'issue de sa victoire en simple, il ne déclare pas immédiatement forfait pour le double mais, lors de la cérémonie organisée après sa victoire sur Mahut, il qualifie de « mauvaise plaisanterie » l'éventualité de jouer en double peu après, comme la programmation initiale le prévoyait.
Devant la durée exceptionnelle du match et à la fin de la deuxième interruption, les organisateurs décident de repousser le match du deuxième tour opposant le vainqueur de ce match Isner-Mahut à Thiemo de Bakker, déjà qualifié depuis deux jours. Le calendrier du tournoi prévoit en effet que la partie du bas du tableau masculin, dont fait partie ce match, se doit de faire jouer l'intégralité de ses rencontres du deuxième tour le jeudi 24 juin 2010. Le 25 juin, John Isner perd sèchement au deuxième tour du tournoi contre le Néerlandais Thiemo de Bakker (6-0, 6-3, 6-2) en 1 heure et 14 minutes, sans réussir aucun break ni aucun ace au cours de ce match. De Bakker avait également eu un premier tour difficile puisqu'il l'avait emporté 16-14 au cinquième set. Après sa défaite, John Isner a avoué : « Je n'avais aucune chance de gagner, mais je n'ai jamais pensé abandonner. Je n'étais pas mourant non plus, seulement fatigué ». Il a notamment été gêné par un torticolis au cours de ce deuxième match.
En fin de tournoi, Isner est le joueur qui a réussi le plus d'aces en simple messieurs pour l'édition 2010. Avec 113 aces réalisés en un seul match, il devance le Tchèque Tomáš Berdych qui en a réussi 111 en 7 matchs,. Avec ses 103 aces en un match, Mahut finit quatrième de ce classement du tournoi 2010, derrière Andy Roddick qui en a réalisé 104 en 4 matchs.
Après le tournoi, Mahut n'a gagné que quatre places pour atteindre la 144e place au classement ATP publié le 5 juillet 2010. C'est d'ailleurs avec lucidité que le joueur souligne le fait que son match contre Isner ne lui apporte rien de concret : « J'ai passé 10 h sur le court en qualif ici et 11 au premier tour, et [...] ça ne fait que 45 points ATP. Je vais passer de 150e mondial à 140e. La réalité, elle est là aujourd'hui ». Malgré sa défaite au deuxième tour, Isner a pour sa part gagné un rang après le tournoi pour atteindre la 18e place mondiale, améliorant alors d'un rang le meilleur classement de sa carrière.
Lors de l'édition suivante du tournoi de Wimbledon, les deux joueurs sont à nouveau opposés à ce stade du tournoi, alors que la probabilité est inférieure à 1 % avec le tirage au sort,. Le précédent cas de reproduction d'un match de premier tour sur deux années consécutives à Wimbledon remonte alors à 2001, avec un second affrontement entre le Brésilien Andre Sa et le Britannique Arvind Parmar. Les sites de pronostics parient à nouveau sur une victoire de John Isner malgré les contre-performances récentes de ce dernier,. Le match est remporté en deux heures et trois minutes par Isner sur le score de 7-64, 6-2, 7-66. Lors de l'édition 2012, le tirage au sort rend possible dès le deuxième tour un troisième match d'affilée à Wimbledon entre les deux joueurs,, ce qui ne devient pas réalité à la suite de l'élimination d'Isner dès le premier tour face à Alejandro Falla, lequel bat également Mahut au deuxième tour.
Durant le tournoi 2018, John Isner atteint les demi-finales, son meilleur résultat en Grand Chelem. À cette occasion, il perd contre Kevin Anderson en 5 sets et 6 h 36 (26 à 24 dans la dernière manche) faisant de cette rencontre le deuxième plus long match d'un Grand Chelem derrière son propre record (et le troisième plus long de l'histoire, derrière le match de Coupe Davis 2015 entre Leonardo Mayer et João Souza en 6h 43). Après le match, l'Américain propose « un tie-break à 12-12 » au 5e set pour éviter ce genre de marathon. Hasard ou non, dès l'édition suivante, les organisateurs instaurent effectivement un tie-break disputé si le score atteint 12-12 lors de la dernière manche. La règle est appliquée pour la première fois dans un match de troisième tour du double messieurs en 2019, avec la victoire de Henri Kontinen et John Peers face à Rajeev Ram et Joe Salisbury, 7 points à 2 dans le tie-break ultime. Dans le tableau de simple messieurs, il faut attendre la finale de cette même année avec la victoire de Novak Djokovic face à Roger Federer 7-3 dans un tie-break à 12-12 dans la cinquième manche.
À partir de 2022, un « super tie-break » de dix points est généralisé par les quatre tournois du Grand Chelem, en cas d'égalité à 6-6 lors du cinquième set.

## Visite de la reine Élisabeth II
Le hasard du calendrier de la reine Élisabeth II fait qu'elle est de passage pour assister au tournoi le jeudi 24 juin, où elle voit le match d'Andy Murray, alors qu'elle n'est pas venue depuis l'édition 1977. La reine n'assiste toutefois pas au match Isner-Mahut, le court no 18 de 782 places n'étant pas adapté pour recevoir un membre de la famille royale. Un journaliste de L'Équipe note que le match a presque relégué cette visite « au rang d'évènement secondaire ». De même, Tennis Magazine écrit que la rencontre a « un peu éclipsé [sa] visite ». Le 25 juin, les journaux font d'ailleurs plutôt leur une sur le match Isner-Mahut que sur la visite royale.